# Gouhenans
Ne doit pas être confondu avec Gouhelans.
Gouhenans est une commune française située dans le département de la Haute-Saône, la région culturelle et historique de Franche-Comté et la région administrative Bourgogne-Franche-Comté. Elle fait partie de la communauté de communes du Pays de Villersexel.
Gouhenans possède un vieux bourg castral construit sur les flancs du Mont, il est dominé par un château seigneurial et par l'église datée de 1680.
La commune est connue pour son passé industriel lié à l'exploitation houillère et salifère ainsi que la transformation chimique de ces produits et de la pyrite, tous présents dans le bassin keupérien. En 1847, l'exploitation du sel provoque un scandale impliquant des personnalités politiques de la monarchie de Juillet, le général Despans-Cubières et Jean-Baptiste Teste, pair de France et ministre d'État.
Peuplée de 412 habitants en 2022, la commune est légèrement vallonnée. Son altitude varie de 277 mètres à 381 mètres au sommet du Mont de Gouhenans, colline dominant le village, bordé par le Rahin.

## Géographie

### Situation
Le village de Gouhenans se trouve à 12 km de Lure et à 10 km de Villersexel.

### Géologie et relief
- Ville, villages et limites communales
- Marnes de l'Aalénien supérieur (l6-5)
- Marnes de l'Aalénien supérieur (l6b)
- Calcaire à entroques du Bajocien inférieur (j1a)
- Calcaires coquilliers de l' Anisien-Ladinien (t3-4)
- Marnes irisées inférieures du Carnien (t5M)
- Marnes rouges intermédiaires (t5-6)
- Marnes irisées supérieures du Norien (t6M)
- Rhétien (t7)
- Alluvions anciennes (Fx)
- Alluvions anciennes de basses terrasses (Fy)
- Alluvions récentes (Fz)
- Éboulis (E)

Carte géologique de Gouhenans et des communes limitrophes.
Ville, villages et limites communales
Marnes de l'Aalénien supérieur (l6-5)
Marnes de l'Aalénien supérieur (l6b)
Calcaire à entroques du Bajocien inférieur (j1a)
Calcaires coquilliers de l' Anisien-Ladinien (t3-4)
Marnes irisées inférieures du Carnien (t5M)
Marnes rouges intermédiaires (t5-6)
Marnes irisées supérieures du Norien (t6M)
Rhétien (t7)
Alluvions anciennes (Fx)
Alluvions anciennes de basses terrasses (Fy)
Alluvions récentes (Fz)
Éboulis (E)
: Failles

Le sol du territoire communal est principalement daté du Trias supérieur et moyen. Les abords du Rahin et de l'Ognon sont couverts d'alluvions du Quaternaire (Fx, Fy pour les plus anciennes et Fz pour les plus récentes).
Le territoire communal repose sur le bassin houiller keupérien de Haute-Saône, riche en houille, gypse, pyrite et marne irisée (c'est dans cette strate qu'est exploité le sel gemme) qui affleurent dans la partie est du territoire (t5M, t5-6 et t6M) mais aussi sur le gisement de schiste bitumineux de Haute-Saône daté du Toarcien.
Deux failles orientées nord-sud marquent l'ouest du territoire. C'est dans le fossé d'effondrement qu'elles délimitent qu'est bâtie le village de Gouhenans.
Le point culminant se situe à 381 m sur le site du Mont, d'où l'on peut apercevoir la chapelle Notre-Dame-du-Haut de Ronchamp, les ruines du puits Arthur-de-Buyer, les Vosges (notamment le Ballon de Servance, la Planche des Belles Filles et le Ballon d'Alsace), les contreforts du Jura et, par beau temps, quelques sommets des Alpes suisses.

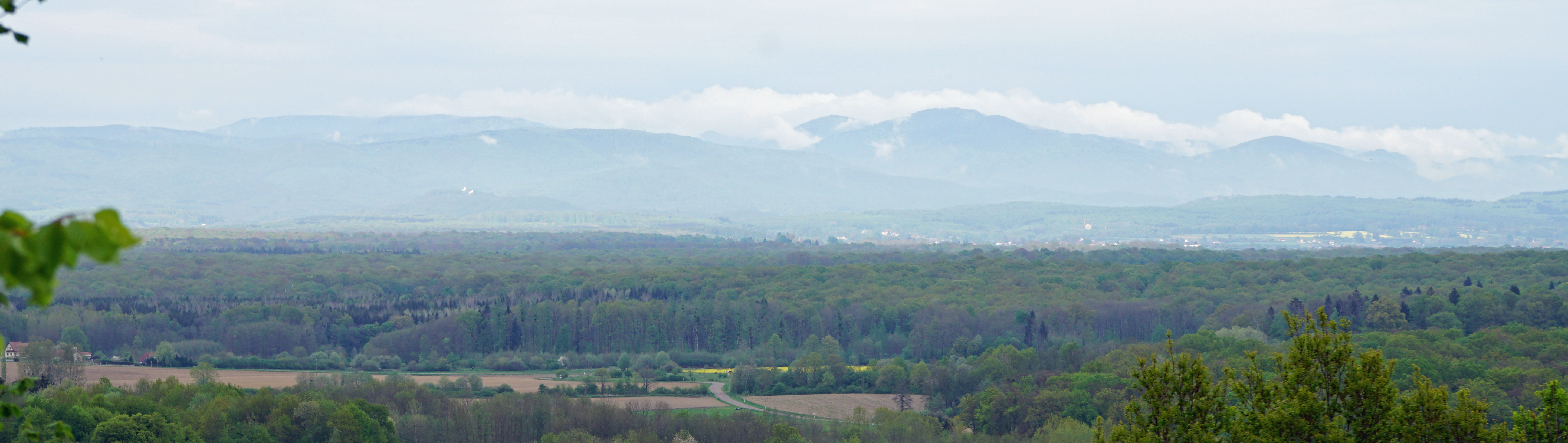
Paysage depuis le sommet du Mont avec les Vosges brumeuses.
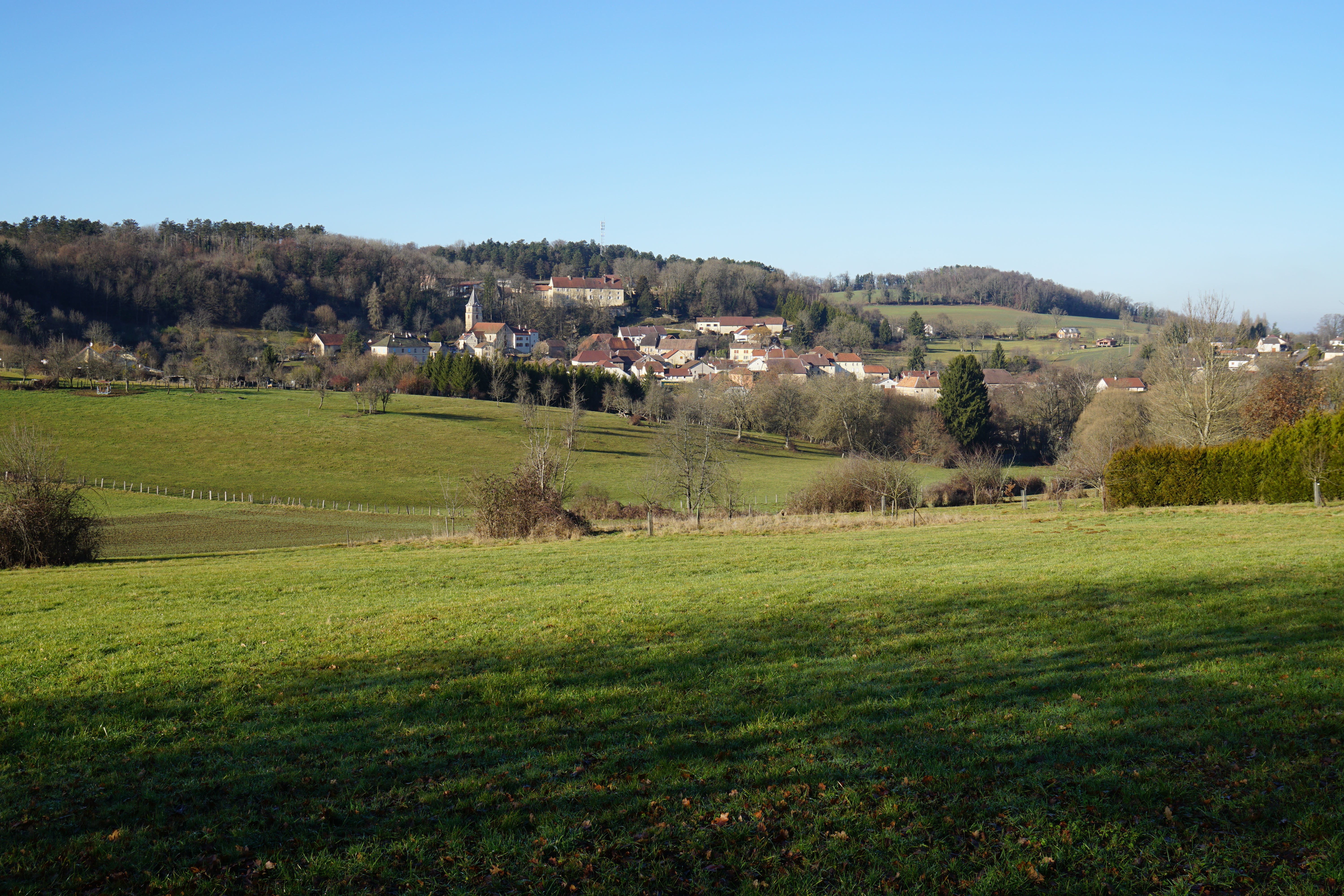
Paysage du centre historique et du Mont.
La formation du gisement de sel et de charbon du Keuper en Franche-Comté.

### Hydrographie
La commune est bordée par le Rahin, au nord, ce dernier se jette dans l'Ognon dans le village des Aynans, à l'est du territoire communal. Ce dernier est traversé par le ruisseau de la saline et le ruisseau du Champ de Vueillemet.

### Climat
Pour des articles plus généraux, voir Climat de la Bourgogne-Franche-Comté et Climat de la Haute-Saône.
En 2010, le climat de la commune est de type climat de montagne, selon une étude du Centre national de la recherche scientifique s'appuyant sur une série de données couvrant la période 1971-2000. En 2020, Météo-France publie une typologie des climats de la France métropolitaine dans laquelle la commune est exposée à un climat semi-continental et est dans la région climatique Lorraine, plateau de Langres, Morvan, caractérisée par un hiver rude (1,5 °C), des vents modérés et des brouillards fréquents en automne et hiver.
Pour la période 1971-2000, la température annuelle moyenne est de 10 °C, avec une amplitude thermique annuelle de 17,3 °C. Le cumul annuel moyen de précipitations est de 1 098 mm, avec 13,4 jours de précipitations en janvier et 10,3 jours en juillet. Pour la période 1991-2020, la température moyenne annuelle observée sur la station météorologique de Météo-France la plus proche, « Villersexel Sa », sur la commune de Villersexel à 7 km à vol d'oiseau, est de 10,8 °C et le cumul annuel moyen de précipitations est de 1 037,9 mm. 
La température maximale relevée sur cette station est de 38,4 °C, atteinte le 8 août 2003 ; la température minimale est de −19,4 °C, atteinte le 20 décembre 2009,,.
Les paramètres climatiques de la commune ont été estimés pour le milieu du siècle (2041-2070) selon différents scénarios d'émission de gaz à effet de serre à partir des nouvelles projections climatiques de référence DRIAS-2020. Ils sont consultables sur un site dédié publié par Météo-France en novembre 2022.

## Urbanisme

### Typologie
Au 1er janvier 2024, Gouhenans est catégorisée commune rurale à habitat dispersé, selon la nouvelle grille communale de densité à sept niveaux définie par l'Insee en 2022.
Elle est située hors unité urbaine. Par ailleurs la commune fait partie de l'aire d'attraction de Lure, dont elle est une commune de la couronne,. Cette aire, qui regroupe 33 communes, est catégorisée dans les aires de moins de 50 000 habitants,.

### Occupation des sols
L'occupation des sols de la commune, telle qu'elle ressort de la base de données européenne d’occupation biophysique des sols Corine Land Cover (CLC), est marquée par l'importance des forêts et milieux semi-naturels (50,3 % en 2018), une proportion identique à celle de 1990 (50,3 %). La répartition détaillée en 2018 est la suivante : 
forêts (41,8 %), zones agricoles hétérogènes (38,2 %), milieux à végétation arbustive et/ou herbacée (8,5 %), zones urbanisées (5,8 %), prairies (5,7 %). L'évolution de l’occupation des sols de la commune et de ses infrastructures peut être observée sur les différentes représentations cartographiques du territoire : la carte de Cassini (XVIIIe siècle), la carte d'état-major (1820-1866) et les cartes ou photos aériennes de l'IGN pour la période actuelle (1950 à aujourd'hui).

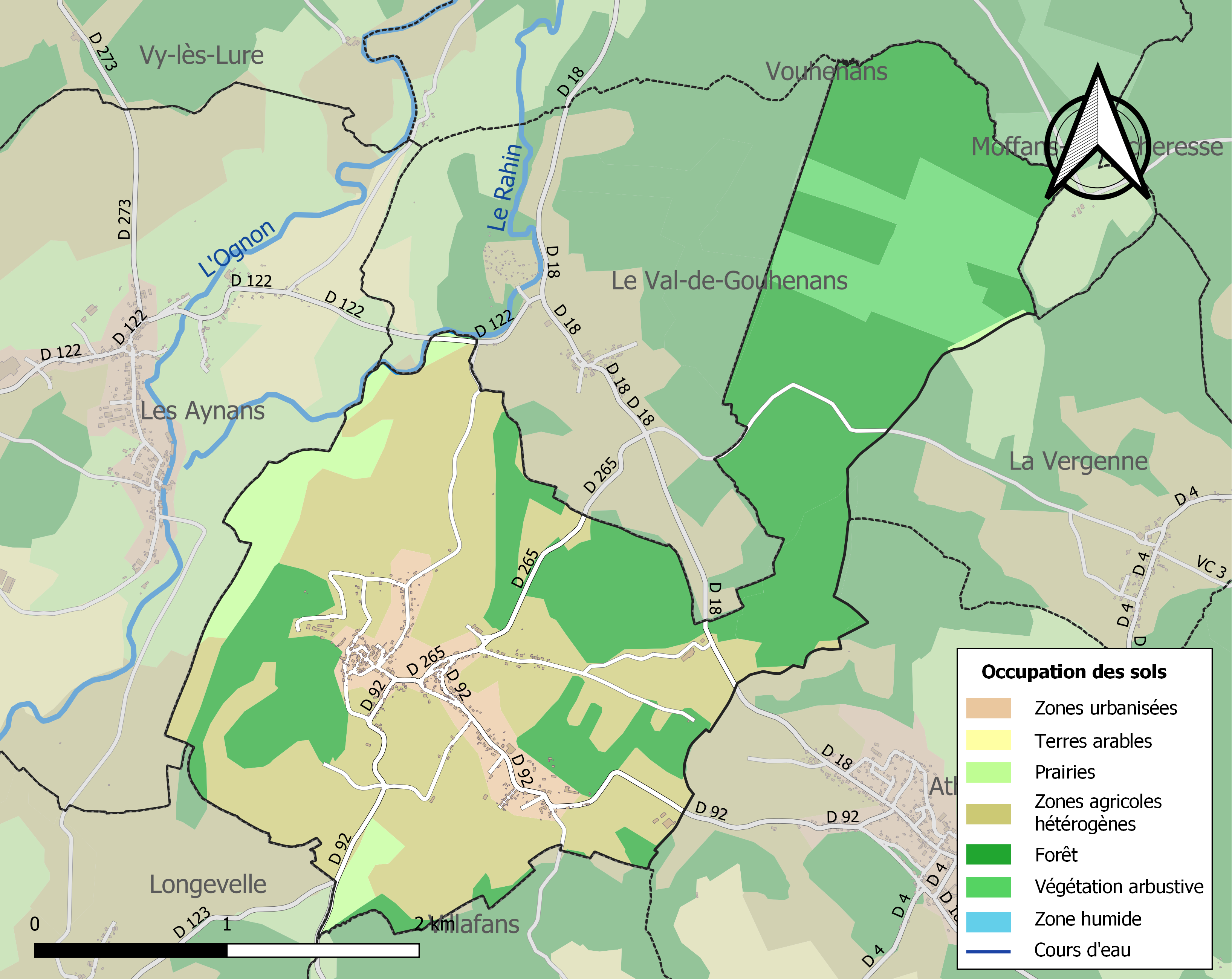
Carte des infrastructures et de l'occupation des sols de la commune en 2018 (CLC).

### Morphologie du bâti

Développement urbain de Gouhenans.

Gouhenans est formé d'un vieux bourg castral construit sur le flanc d'une collines, prolongé vers l'est par un habitat pavillonnaire moins dense qui le relie au quartier de la saline qui comprend vestiges industriels, cité ouvrière et maison de maître.

Architecture du bourg castral.
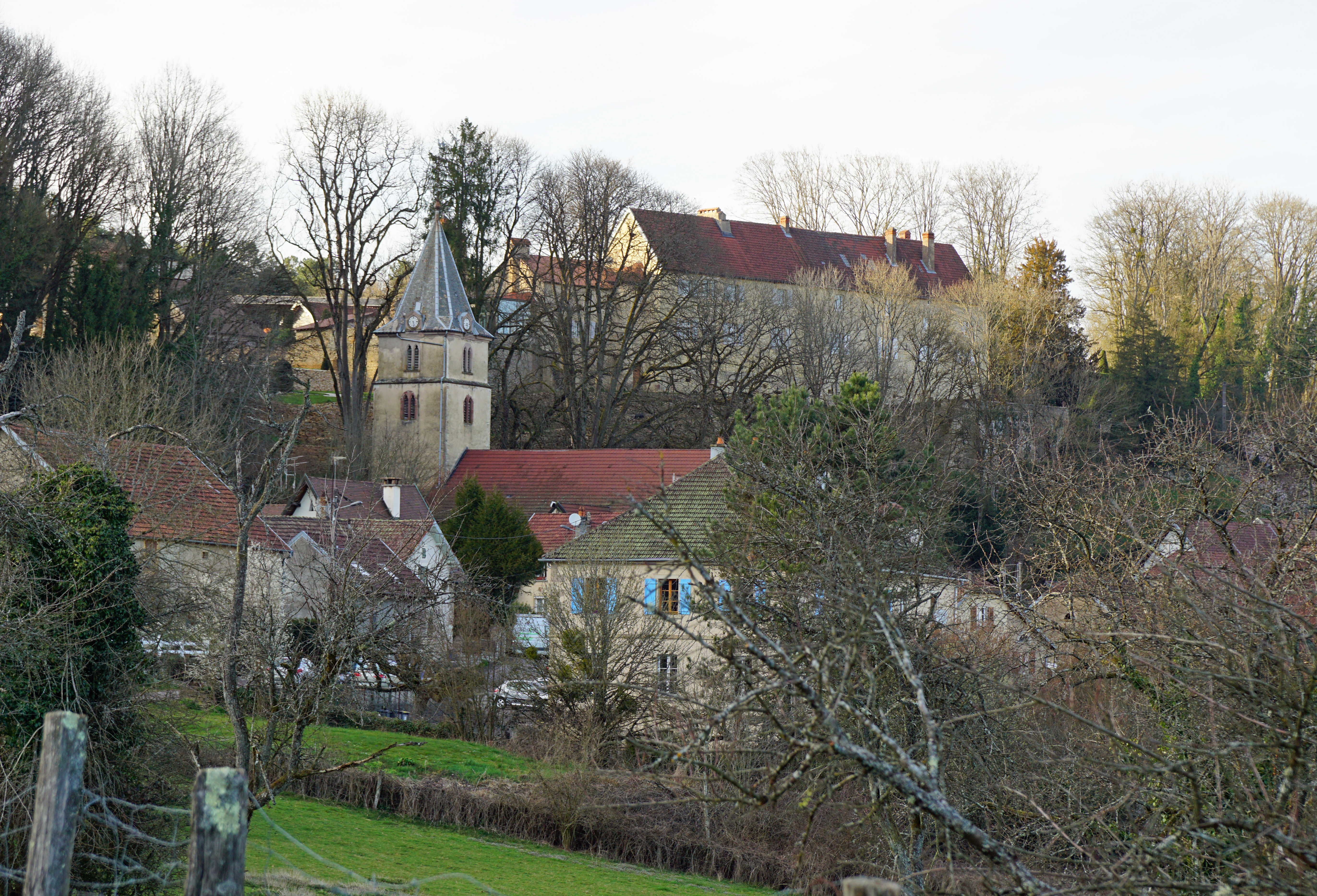
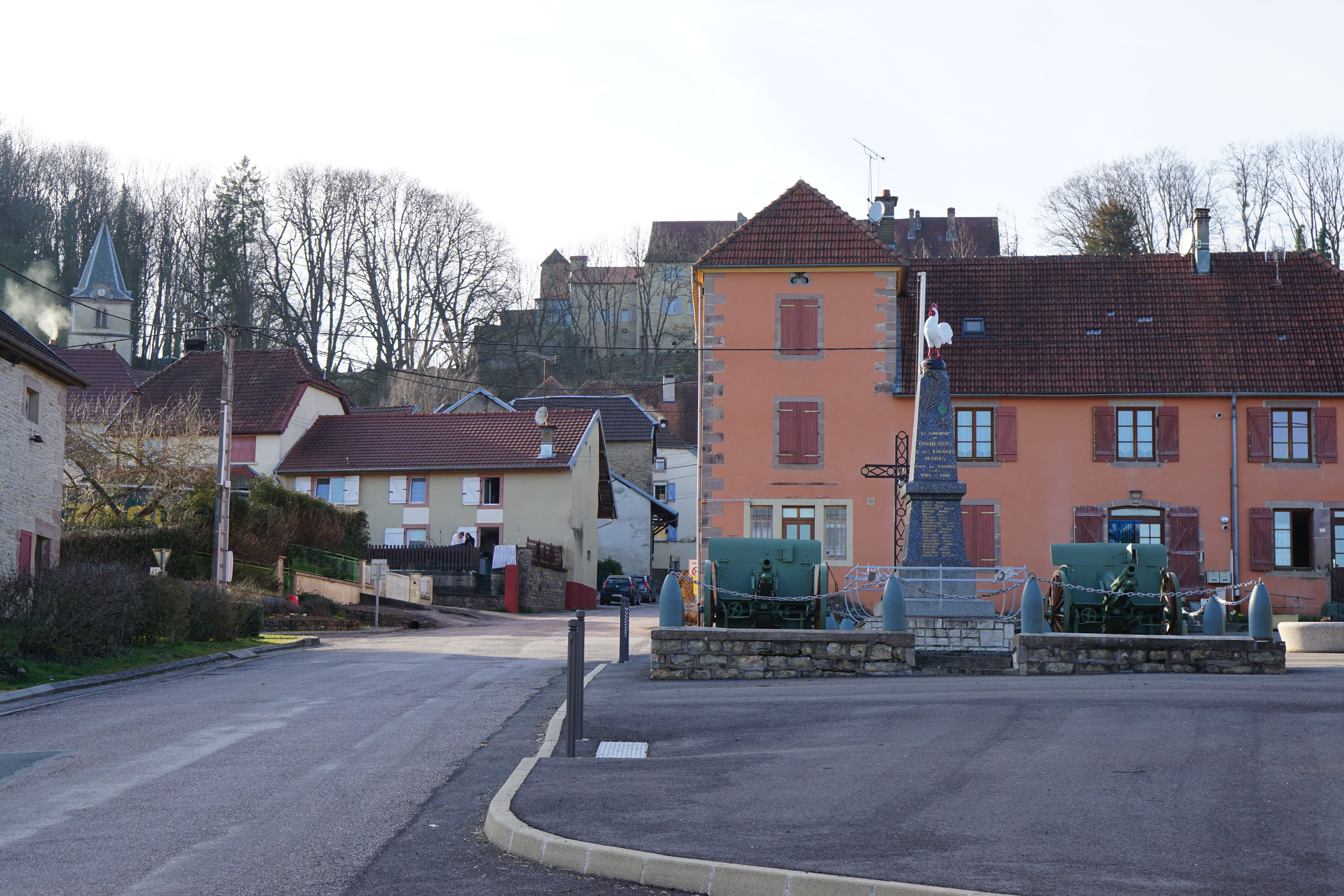
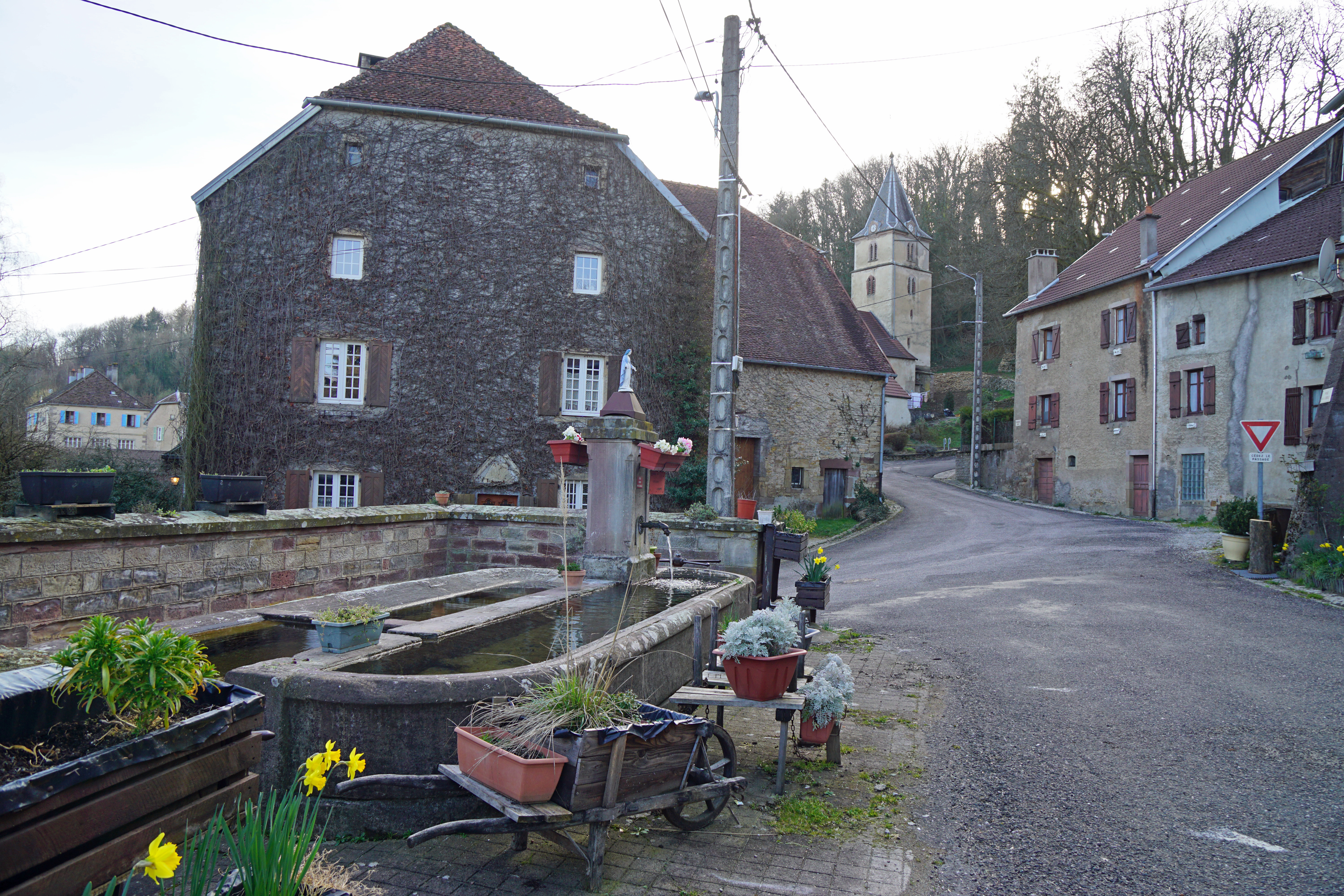

### Logement
En 2016, le nombre total de logements à Gouhenans était de 216 dont 175 résidences principales, 16 résidences secondaires et logements occasionnels et 25 logements vacants. La commune totalisait 204 maisons et 12 appartements.
La proportion des résidences principales, propriétés de leurs occupants était de 87,6 %, en 2016. Il n'existe pas de logement HLM sur la commune.

### Urbanisme et paysage
La commune dispose d'un PLU et fait partie du SCOT du pays des Vosges saônoises.

### Risques naturels et technologiques
La commune est installée sur une zone sismique de niveau 3.
Un dépôt de lindane (pesticide retiré du marché car dangereux) est enterré sur le site de l'ancienne saline et provoque une pollution de l'eau variable,.

### Transport et voies de communications
La commune est située à proximité du passage de la LGV Rhin-Rhône, la gare la plus proche est celle de Belfort - Montbéliard, située à 32 km. La gare de Lure est établie à 9 km, sur la ligne de Paris-Est à Mulhouse-Ville. Le village est traversé par l’ancienne ligne de Montbozon à Lure, progressivement transformée en voie verte dans les années 2010.
Le réseau routier de la commune est formé des routes départementales 18, 92 et 265 reliées à des axes plus importants comme la double-voie expresse E54 (nationale 19).
Au début du XXe siècle, Gouhenans et sa saline sont desservies par les chemins de fer vicinaux de la Haute-Saône (le « Tacot ») et par la ligne de Montbozon à Lure.

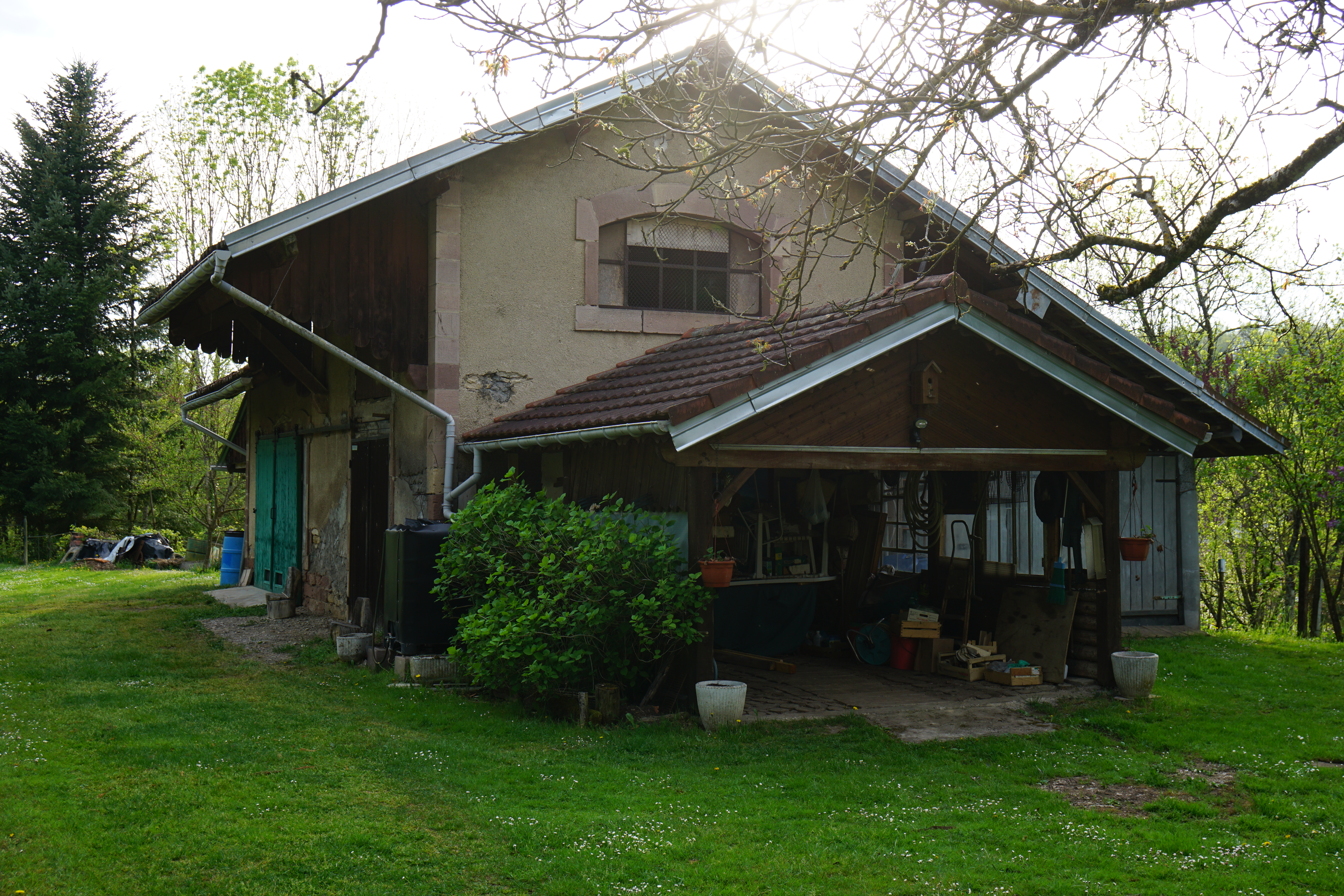
L'ancienne gare du Tacot.
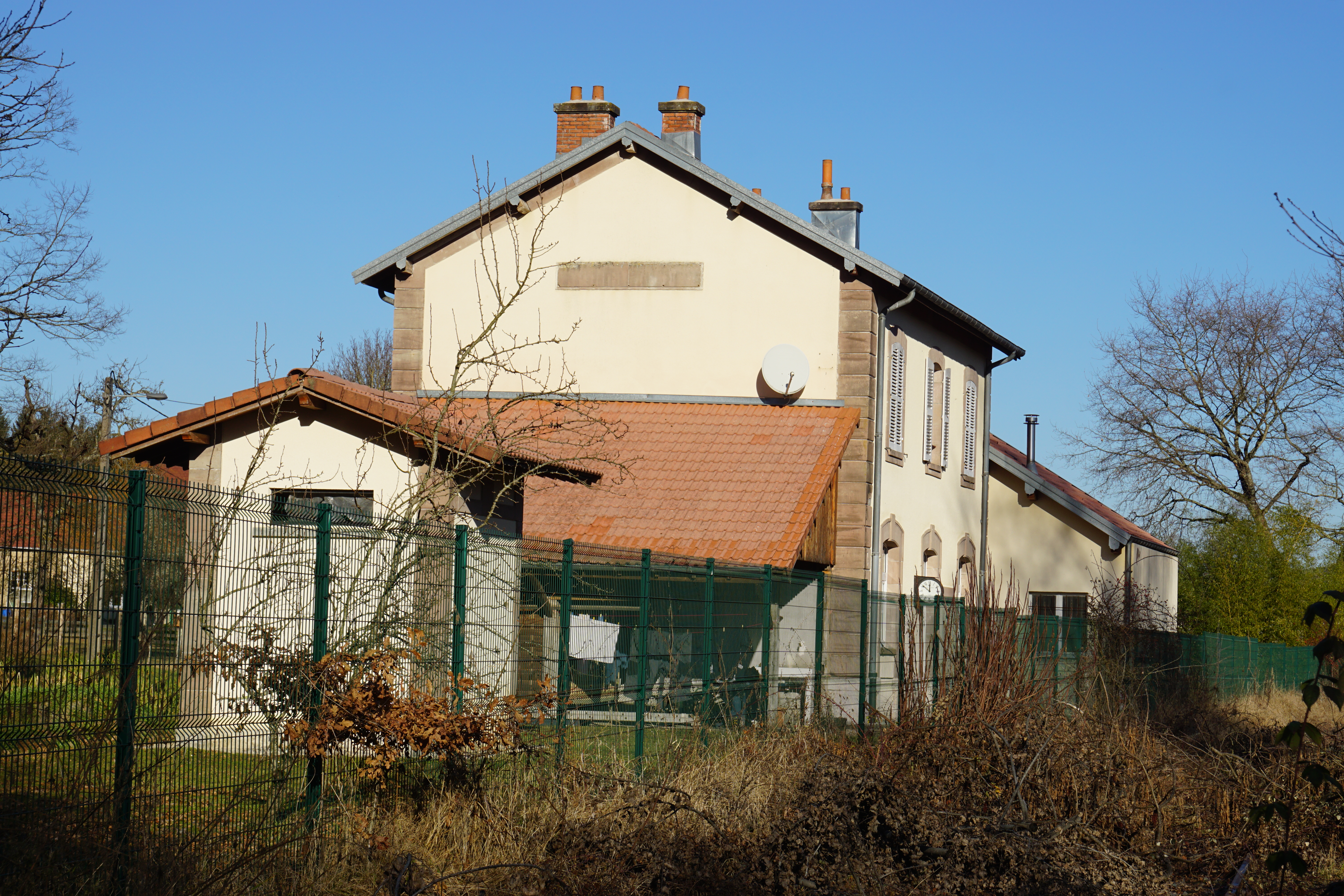
L'ancienne gare  de Gouhenans.
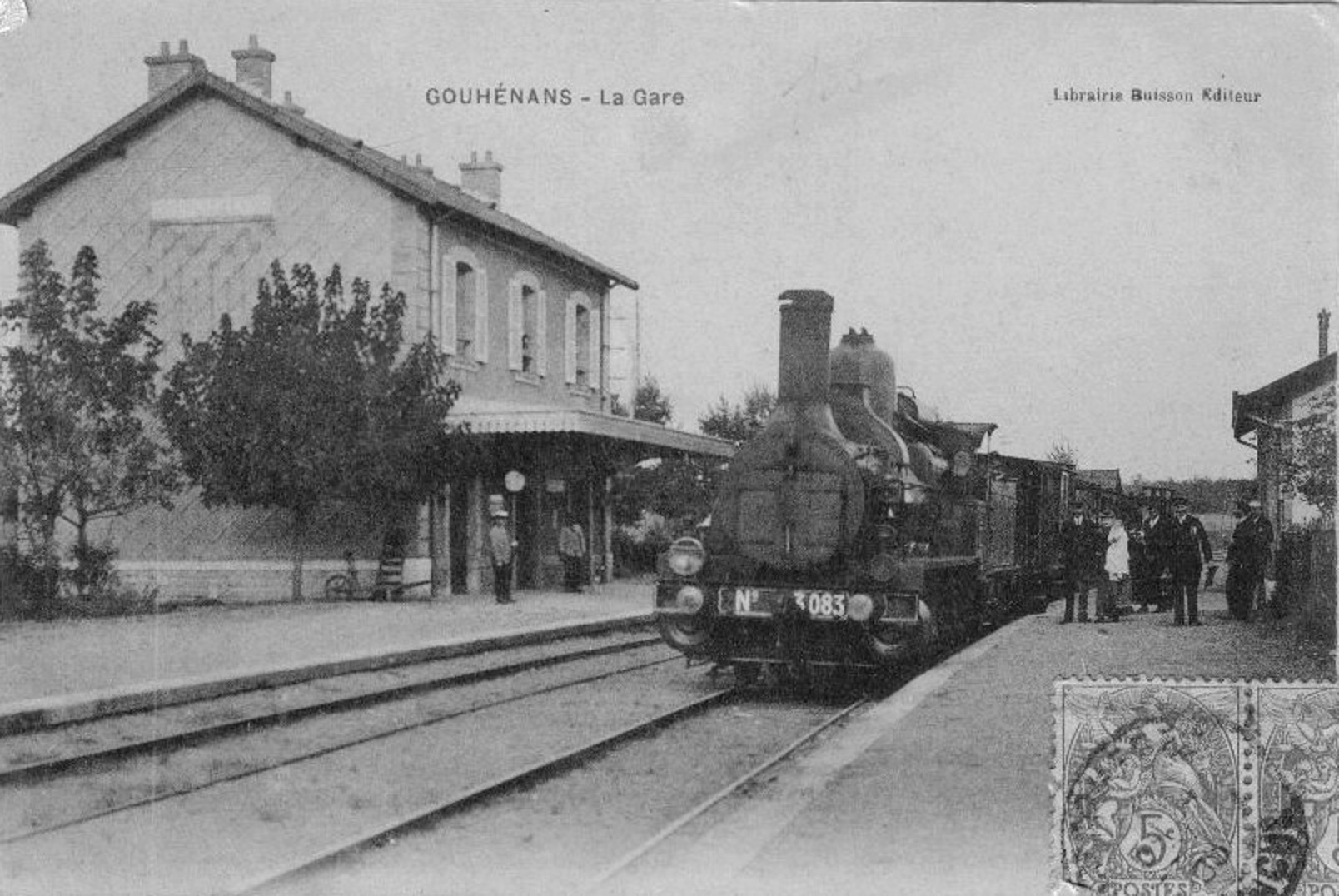
Un train en gare avant 1908.
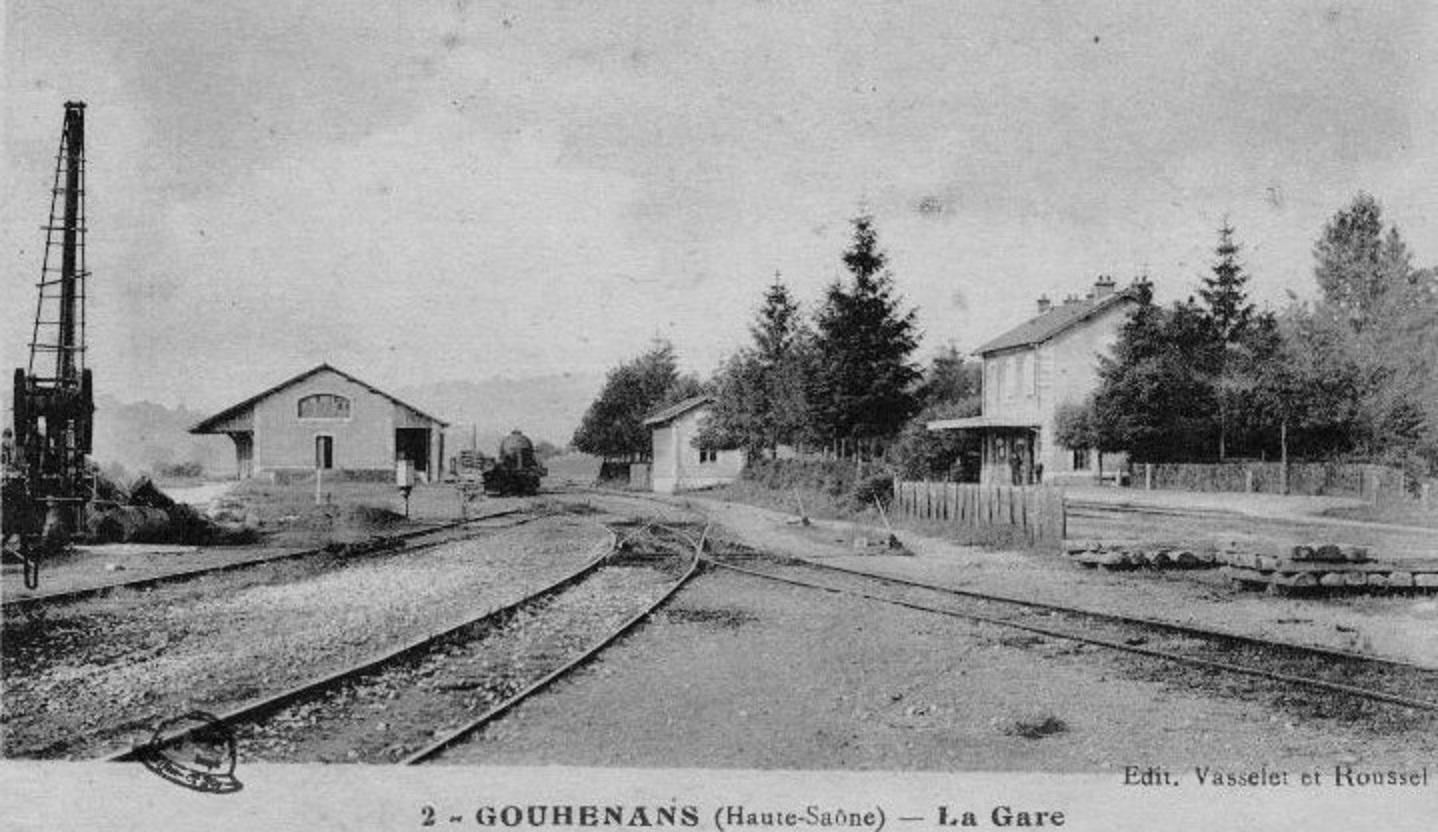
Vue générale avant 1917.
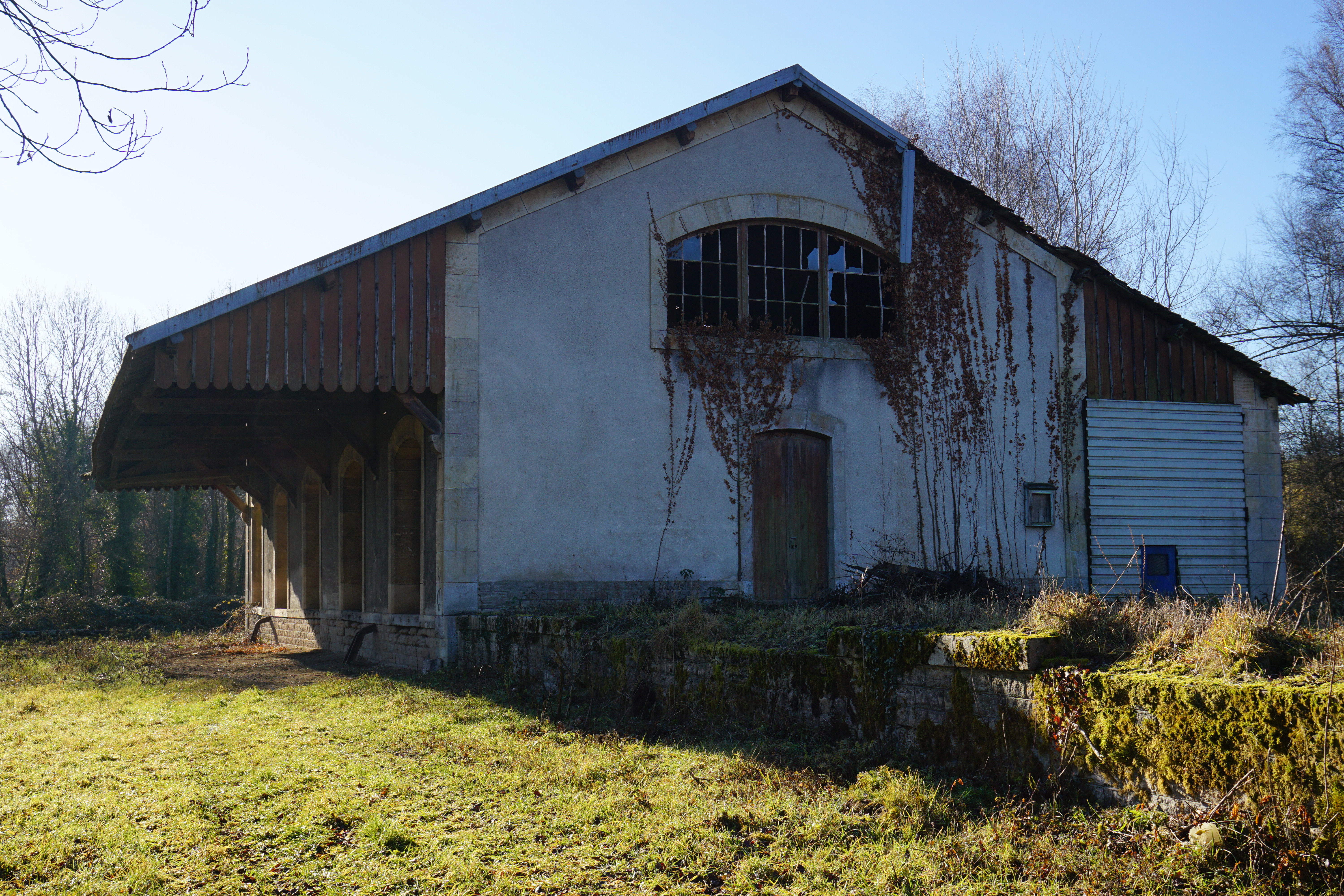
Bâtiment des marchandises.

## Histoire

### Du Moyen Âge aux temps modernes
Les premiers documents sur Gouhenans ont été trouvés à l’abbaye de Bitaine et datent de 1186. Le château, situé sur le bord de la falaise qui domine le village, a été précédé par une maison forte datant de 1472. Les parties les plus anciennes du château actuel datent du XVe siècle. De l'édifice, à ce jour incomplet, on peut admirer la tourelle, la porte d'entrée et les caves voûtées.
Le château de Gouhenans existait déjà au XIVe siècle. D'après Louis Gollut, c'était une bonne maison forte du comté de Bourgogne et de nombreuses maisons anciennes subsistent, ainsi quelques pièces rares dans l'église Saint-Étienne, datant du XVIIe siècle.

### Mines et industries
Le gîte de houille est identifié dans les années 1770, il s'étend sous les communes de Gouhenans, Athesans et Villafans, dans le département de la Haute-Saône, en Bourgogne-Franche-Comté. C'est avec l'exploitation des charbonnages que le sel est découvert. L'exploitation du charbon sur place pour l'évaporation de la saumure permet à la compagnie de baisser le coût de revient su sel. Une usine chimique et une verrerie sont ajoutées à ce complexe industriel qui marque une période de prospérité pour Gouhenans. L'activité chimique devient la propriété du groupe Kuhlmann en 1927 et le reste jusqu'à la fermeture en 1955.
En 1847, l'exploitation du sel provoque un scandale impliquant des personnalités politiques de la monarchie de Juillet, le général Despans-Cubières et Jean-Baptiste Teste, pair de France et ministre d'État.
Des vestiges de ces industries (entrées de mines, terrils, voies ferrées, ruines, cité ouvrière, bâtiments reconvertis, cheminée d'usine, dépôt de lindane) subsistent au début du XXIe siècle. Le sentier de randonnée intitulé « La Voie du Sel et du Charbon » est inauguré en 2009, pour mettre en valeur ce patrimoine industriel.

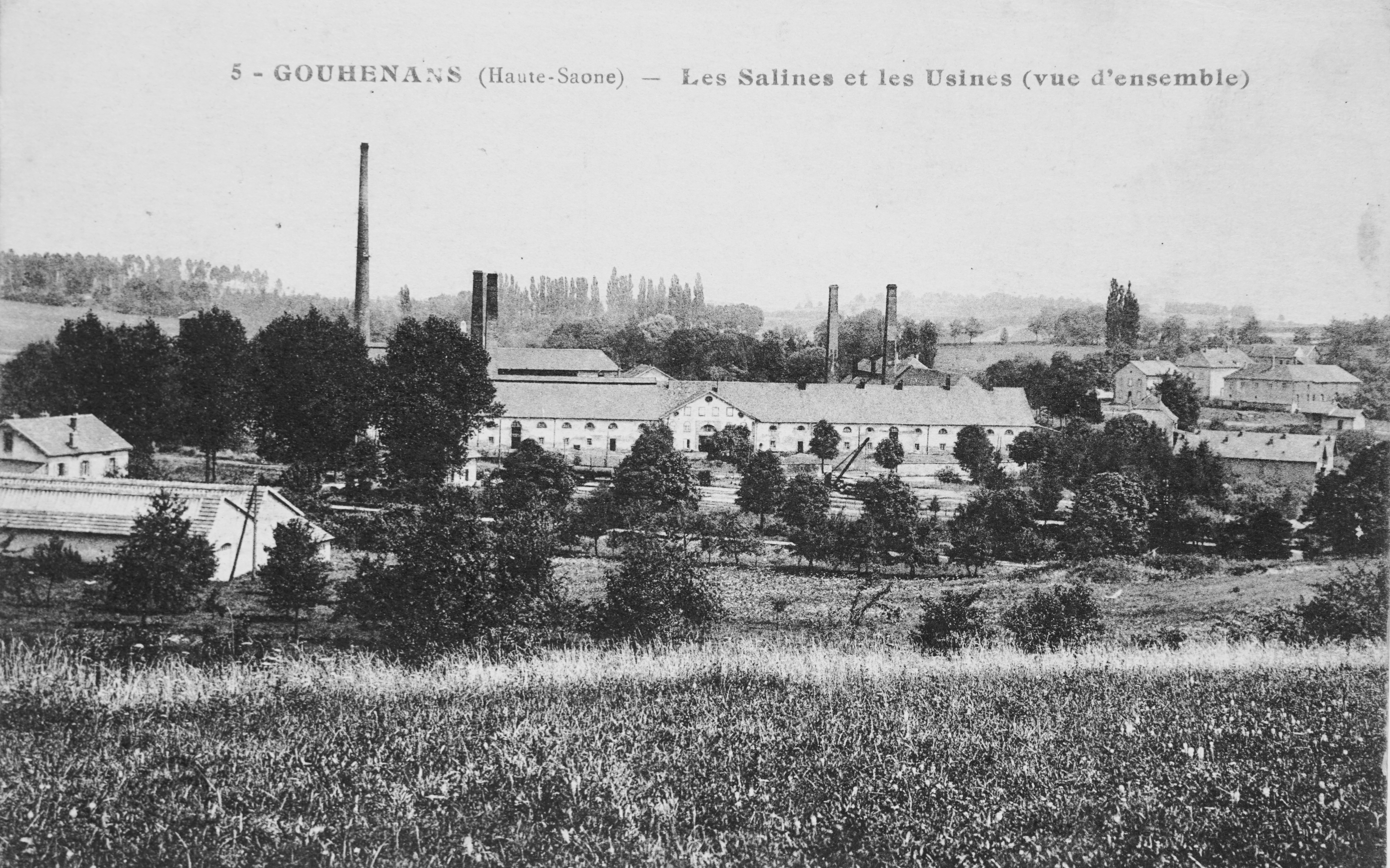
Vue générale de la saline.
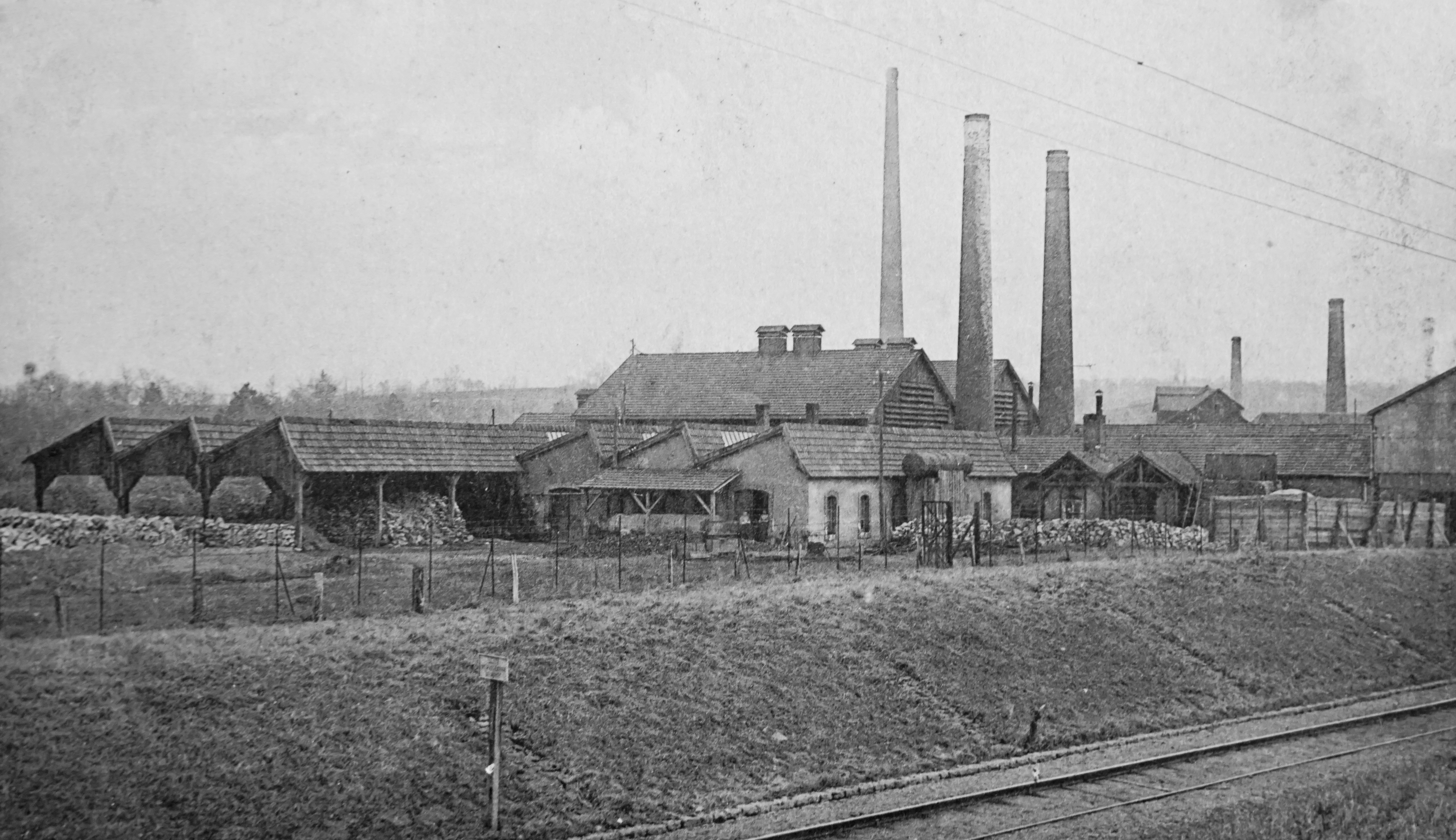
La verrerie.
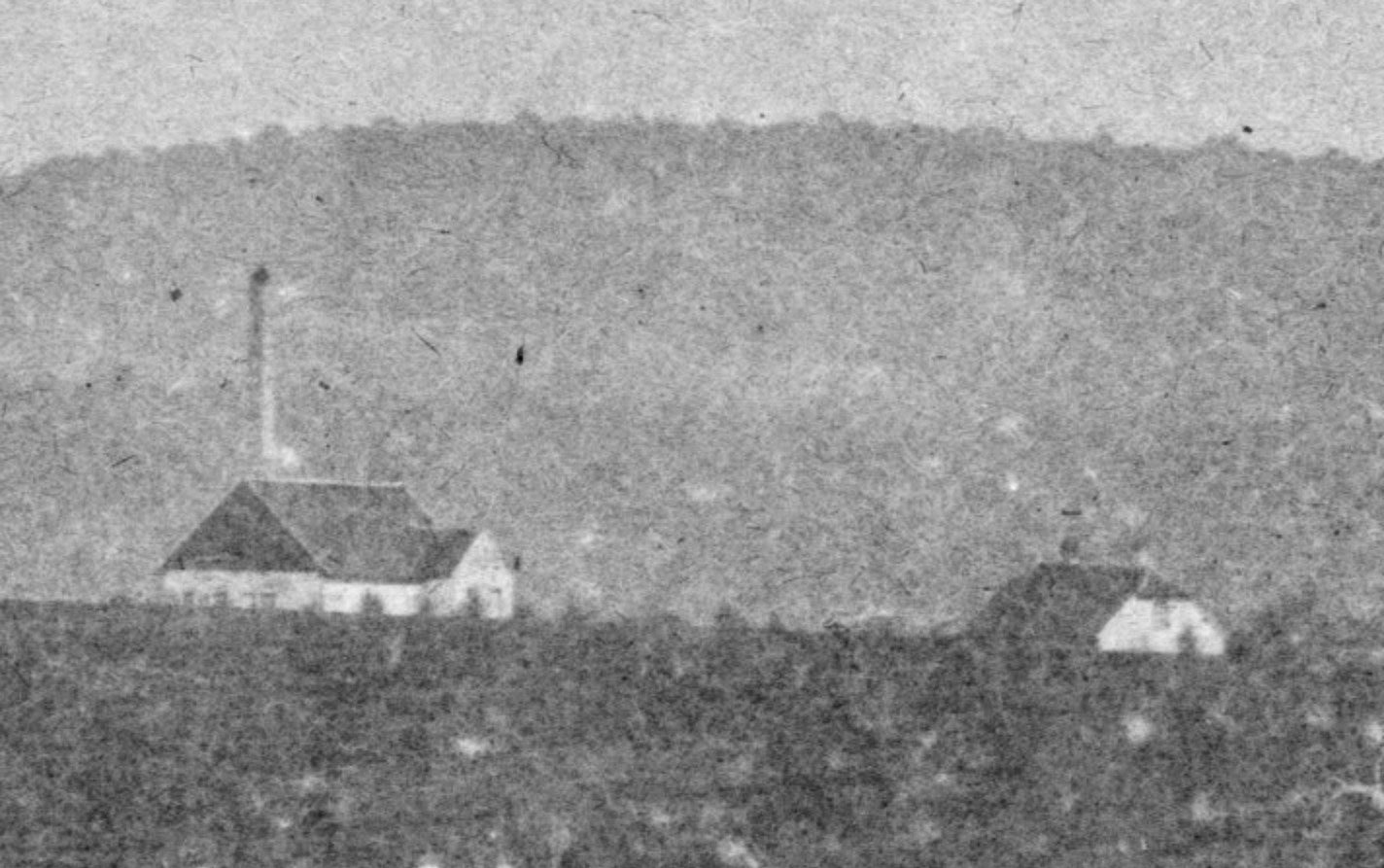
Le puits no 4 des houillères.
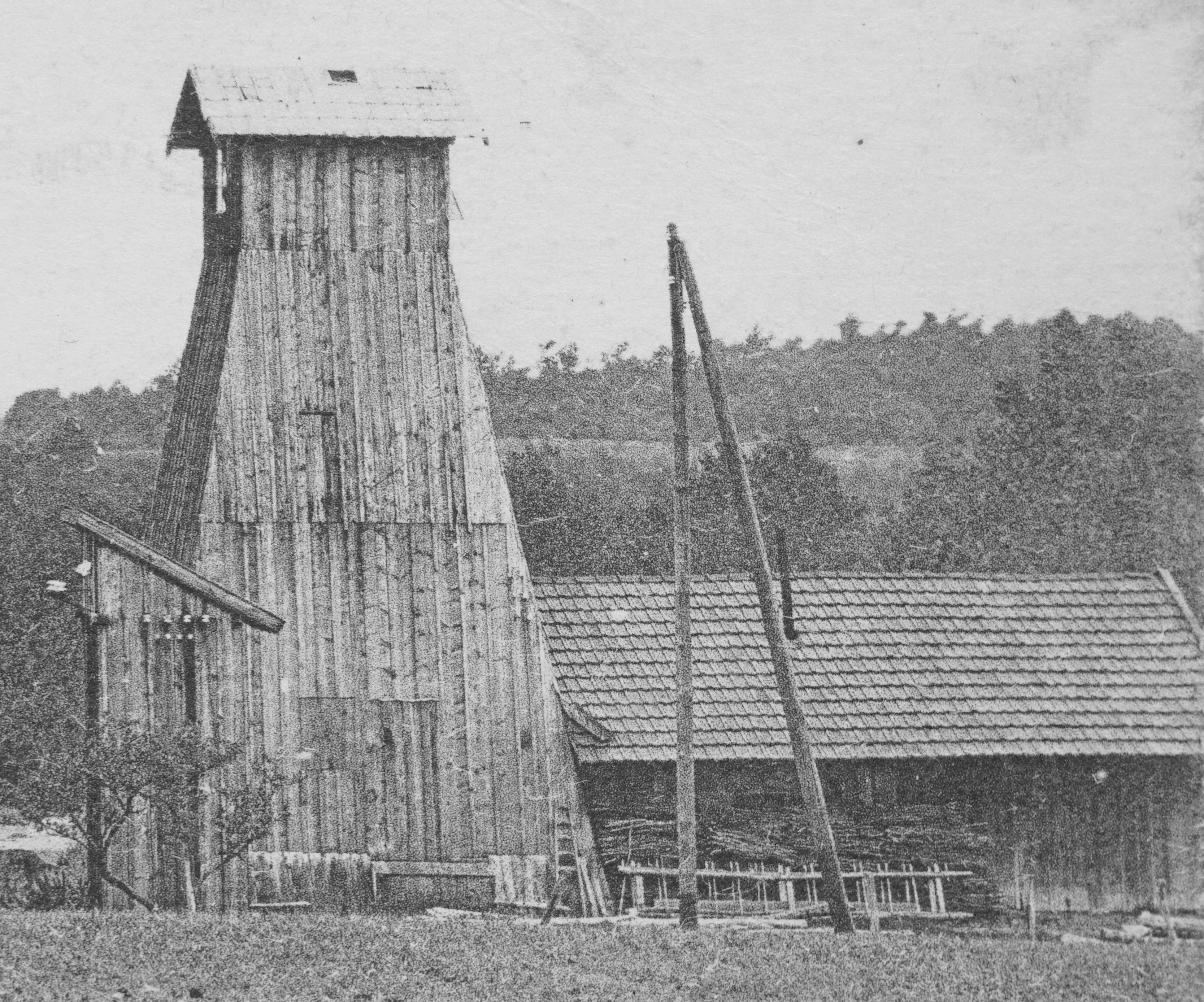
Le puits no 13.
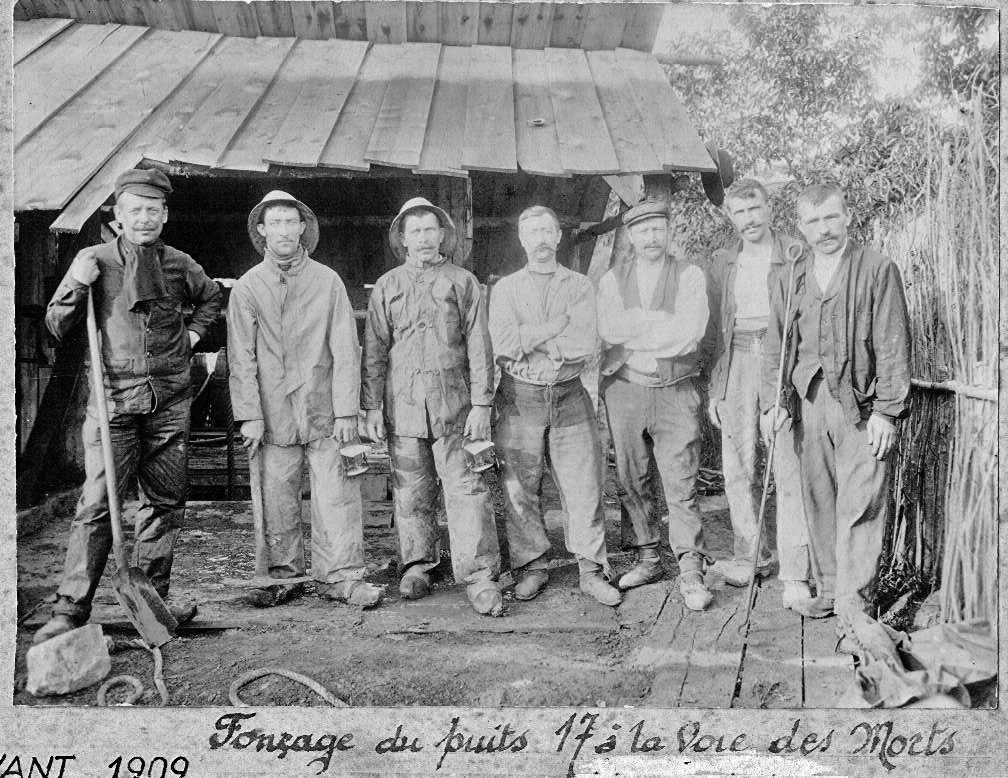
Le puits no 17.

## Politique et administration

Carte départementale représentant en rouge la communauté de communes du Pays de Villersexel.

### Rattachements administratifs et électoraux
La commune fait partie de l'arrondissement de Vesoul du département de la Haute-Saône,  en région Bourgogne-Franche-Comté. Pour l'élection des députés, elle dépend de la deuxième circonscription de la Haute-Saône.
Elle fait partie depuis 1801 du canton de Villersexel. Dans le cadre du redécoupage cantonal de 2014 en France, le canton s'est agrandi, passant de 32 à 47.
La commune de Gouhenans fait  partie du ressort du tribunal d'instance, du conseil de prud'hommes et du tribunal paritaire des baux ruraux de Lure, du tribunal de grande instance, du tribunal de commerce et de la cour d'assises de Vesoul, du tribunal des affaires de Sécurité sociale du Territoire de Belfort et de la cour d'appel de Besançon.
Dans l'ordre administratif, elle relève du tribunal administratif de Besançon et de la cour administrative d'appel de Nancy,.

### Intercommunalité
La commune est membre de la communauté de communes du Pays de Villersexel, créée le 31 décembre 1999.

### Tendances politiques et résultats
Lors du référendum français sur le traité établissant une constitution pour l'Europe du 29 mai 2005, le pourcentage d'habitants de Gouhenans qui ont voté contre la Constitution européenne est de 75,69 %, soit bien plus que la moyenne nationale de 54,67 %.
À l'élection présidentielle française de 2007, le premier tour a vu se démarquer Jean-Marie Le Pen (FN) avec 27,78 % des votes. Nicolas Sarkozy (UMP) récolte 52,79 % des voies au second tour contre 47,21 % pour Ségolène Royal (PS). À l'élection présidentielle française de 2012, c'est Marine Le Pen (FN) qui arrive en tête avec 35,85 % des suffrages exprimés, suivie de Nicolas Sarkozy qui totalise 22,26 %. Au second tour, François Hollande (PS) obtient 51,97 % des suffrages exprimés.
Lors de l'élection présidentielle française de 2017, le premier tour voit se démarquer Marine Le Pen (FN) avec 41,37 %. Au second tour, cette dernière récolte 55,37 % des votes contre 44,64 % pour Emmanuel Macron (EM) qui remporte l'élection à l'échelle nationale.

### Administration municipale
Le nombre d'habitants au dernier recensement étant compris entre 100 et 499, le nombre de membres du conseil municipal est de 11 ; il n'y a pas de groupe d’opposition pour le mandat 2014-2020.

### Liste des maires

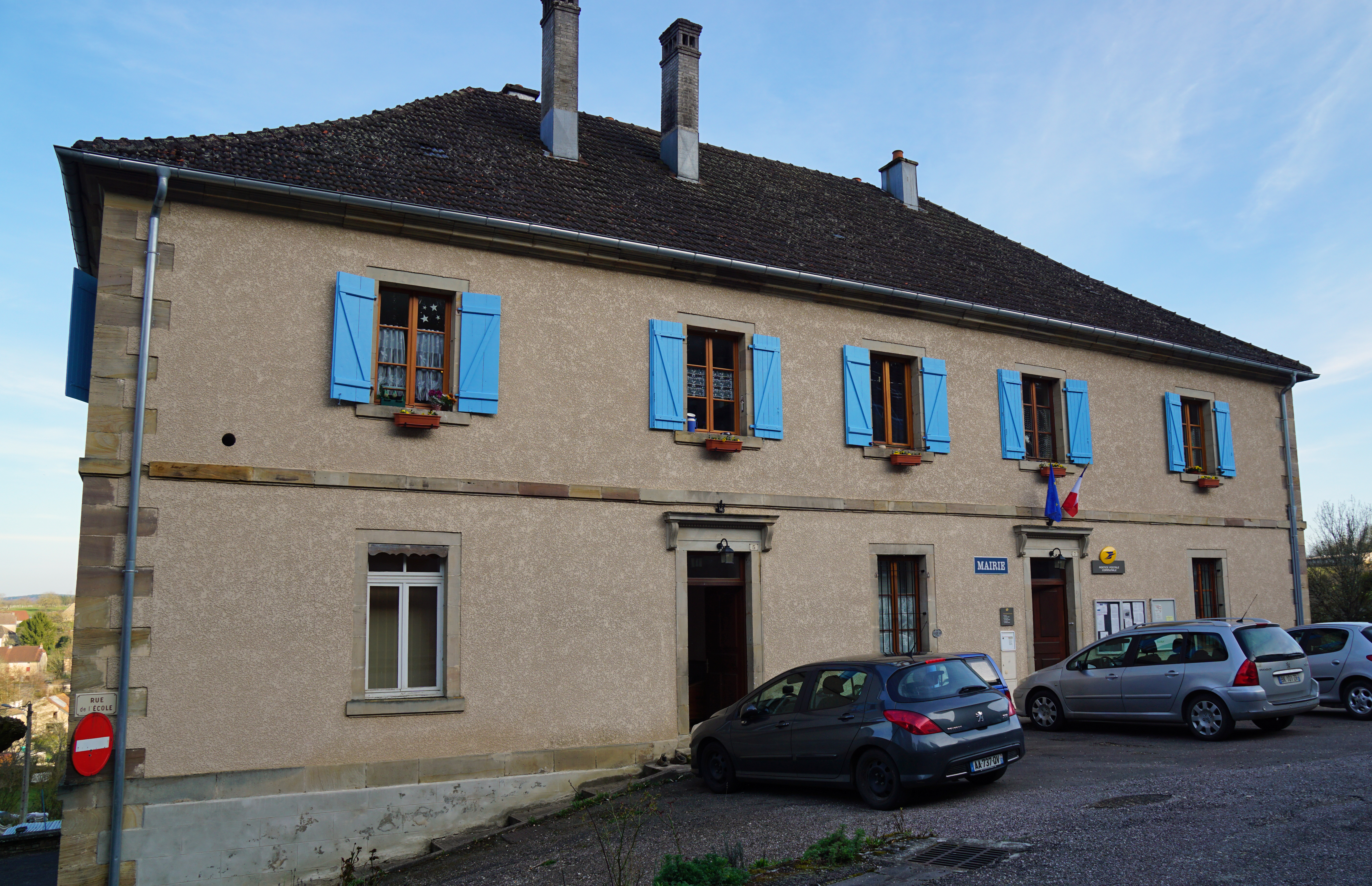
La mairie.

| Période                                  | Période                      | Identité            | Étiquette | Qualité                                             |
| ---------------------------------------- | ---------------------------- | ------------------- | --------- | --------------------------------------------------- |
| Les données manquantes sont à compléter. |                              |                     |           |                                                     |
| 1921                                     | 1933                         | Daniel Gaillard     |           |                                                     |
| 1933                                     | 1965                         | Paul Malcuit        |           |                                                     |
| 1965                                     | 1968                         | André Semonin       |           |                                                     |
| 1968                                     | 1977                         | Achille Nicot       |           |                                                     |
| 1977                                     | mars 1989                    | Pierre Semonin      |           |                                                     |
| mars 1989                                | mars 2001                    | Robert Thiébaud     |           |                                                     |
| mars 2001                                | 2014                         | Christian Plaisance |           |                                                     |
| avril 2014                               | En cours (au 6 juillet 2020) | Jean-Marie Rondey   |           | Agriculteur retraité Réélu pour le mandat 2020-2026 |

### Finances locales
En 2015, les finances communales de la commune était constitué ainsi :
- total des produits de fonctionnement : 276 000 €, soit 622 € par habitant ;
- total des charges : 153 000 €, soit 344 € par habitant ;
- total des ressources d’investissement : 116 000 €, soit 262 € par habitant ;
- total des emplois d’investissement : 106 000 €, soit 238 € par habitant ;
- endettement : 82 000 €, soit 185 € par habitant.

Avec les taux de fiscalité suivants :
- taxe d'habitation : 6,62 % ;
- taxe foncière sur le bâti : 11,64 % ;
- taxe foncière sur les propriétés non bâties : 23,45 % ;
- taxe additionnelle à la taxe foncière sur les propriétés non bâties : 0,00 % ;
- cotisation foncière des entreprises : 0,00 %.

### Jumelages
Au 9 septembre 2016, Gouhenans n'a signé aucun jumelage.

## Population et société

### Évolutions démographiques
L'évolution du nombre d'habitants est connue à travers les recensements de la population effectués dans la commune depuis 1793. Pour les communes de moins de 10 000 habitants, une enquête de recensement portant sur toute la population est réalisée tous les cinq ans, les populations de référence des années intermédiaires étant quant à elles estimées par interpolation ou extrapolation. Pour la commune, le premier recensement exhaustif entrant dans le cadre du nouveau dispositif a été réalisé en 2005.

En 2022, la commune comptait 361 habitants, en évolution de −8,61 % par rapport à 2016 (Haute-Saône : −1,4 %, France hors Mayotte : +2,11 %).
| 1793 | 1800 | 1806 | 1821 | 1831 | 1836 | 1841 | 1846 | 1851 |
| ---- | ---- | ---- | ---- | ---- | ---- | ---- | ---- | ---- |
| 385  | 340  | 377  | 417  | 639  | 593  | 599  | 769  | 972  |

| 1856 | 1861 | 1866 | 1872 | 1876 | 1881 | 1886 | 1891 | 1896 |
| ---- | ---- | ---- | ---- | ---- | ---- | ---- | ---- | ---- |
| 823  | 807  | 733  | 735  | 688  | 691  | 700  | 737  | 680  |

| 1901 | 1906 | 1911 | 1921 | 1926 | 1931 | 1936 | 1946 | 1954 |
| ---- | ---- | ---- | ---- | ---- | ---- | ---- | ---- | ---- |
| 590  | 774  | 723  | 469  | 530  | 520  | 554  | 472  | 491  |

| 1962 | 1968 | 1975 | 1982 | 1990 | 1999 | 2005 | 2006 | 2010 |
| ---- | ---- | ---- | ---- | ---- | ---- | ---- | ---- | ---- |
| 463  | 391  | 391  | 420  | 362  | 373  | 430  | 435  | 431  |

| 2015 | 2020 | 2022 | - | - | - | - | - | - |
| ---- | ---- | ---- | - | - | - | - | - | - |
| 402  | 367  | 361  | - | - | - | - | - | - |

### Enseignement
De manière générale, Gouhenans dépend de l'académie de Besançon et dispose d'une école.
Pour les niveaux de scolarisation des collégiens et des lycéens, le collège L. Pergaud de Villersexel et le lycée G-Colomb de Lure sont les établissements privilégiés. En ce qui concerne les études supérieures, les établissements les plus proches sont situés dans l'aire urbaine de Belfort-Montbéliard et à Vesoul.

### Santé
Il n'existe aucune infrastructure de santé au sein du village, ni dans les communes limitrophes. L'hôpital le plus proche étant celui de Lure, de plus en plus désinvestis par les services publics au profit de celui de Vesoul, il existe aussi l'hôpital Nord Franche-Comté, implanté à mi-chemin entre Belfort et Montbéliard, à Trévenans. Il n'est pas exclu qu'à moyen terme, Gouhenans se trouve dans un désert médical, contraignant à la fréquentation des hôpitaux de Vesoul et Trevenans, accessible en 30 minutes en voiture.

### Services
Hormis les services assurés par la mairie comme une agence postale communale, la commune n'a aucun service public sur son territoire. L'ensemble des services publics sont disponibles à Lure, qui concentre le Pôle emploi, EDF, les impôts, la justice ou la bibliothèque, médiathèque et espace culturels.

### Sports
La commune dispose d'une salle polyvalente, d'un terrain de football et d'un terrain de pétanque.

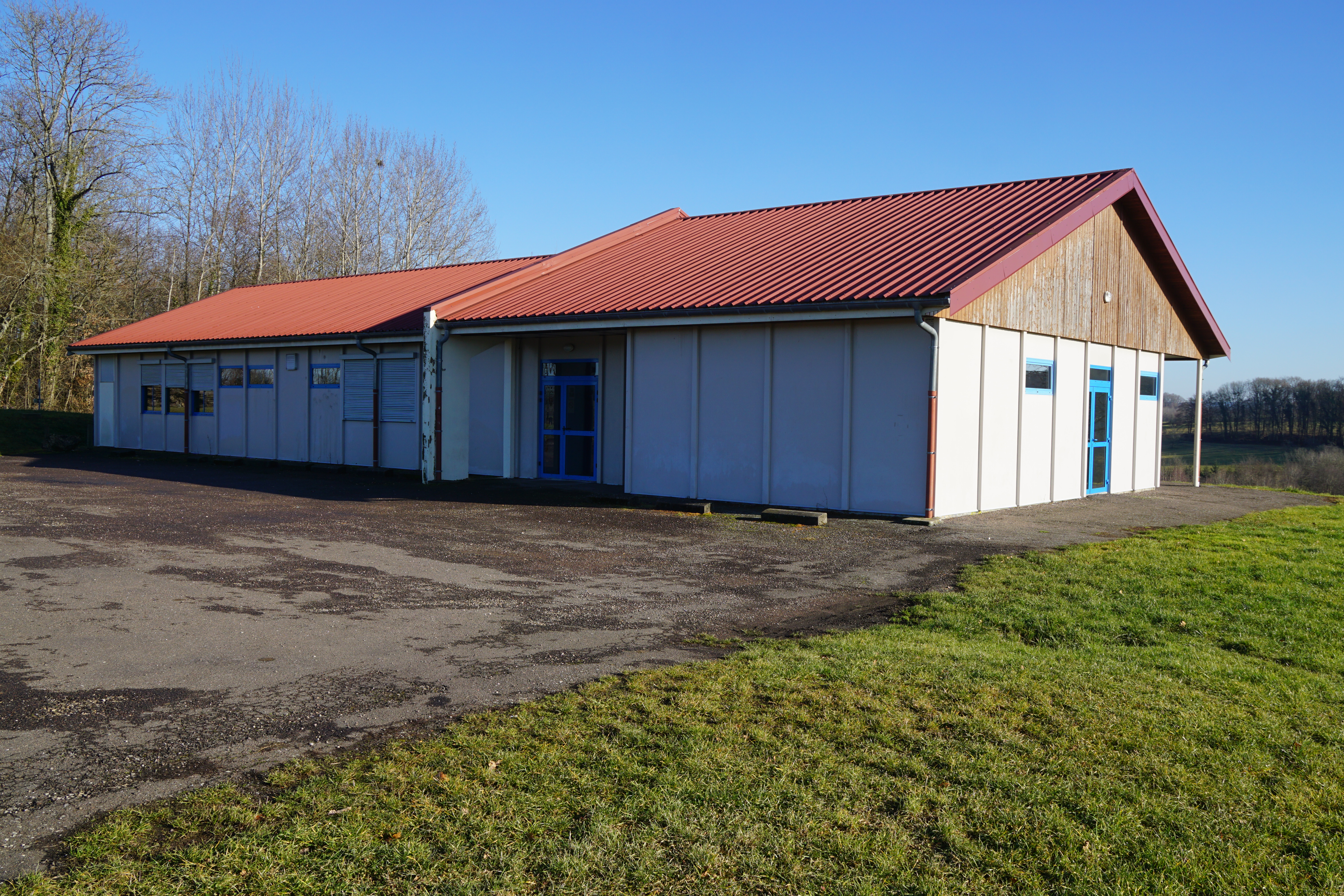
La salle polyvalente.
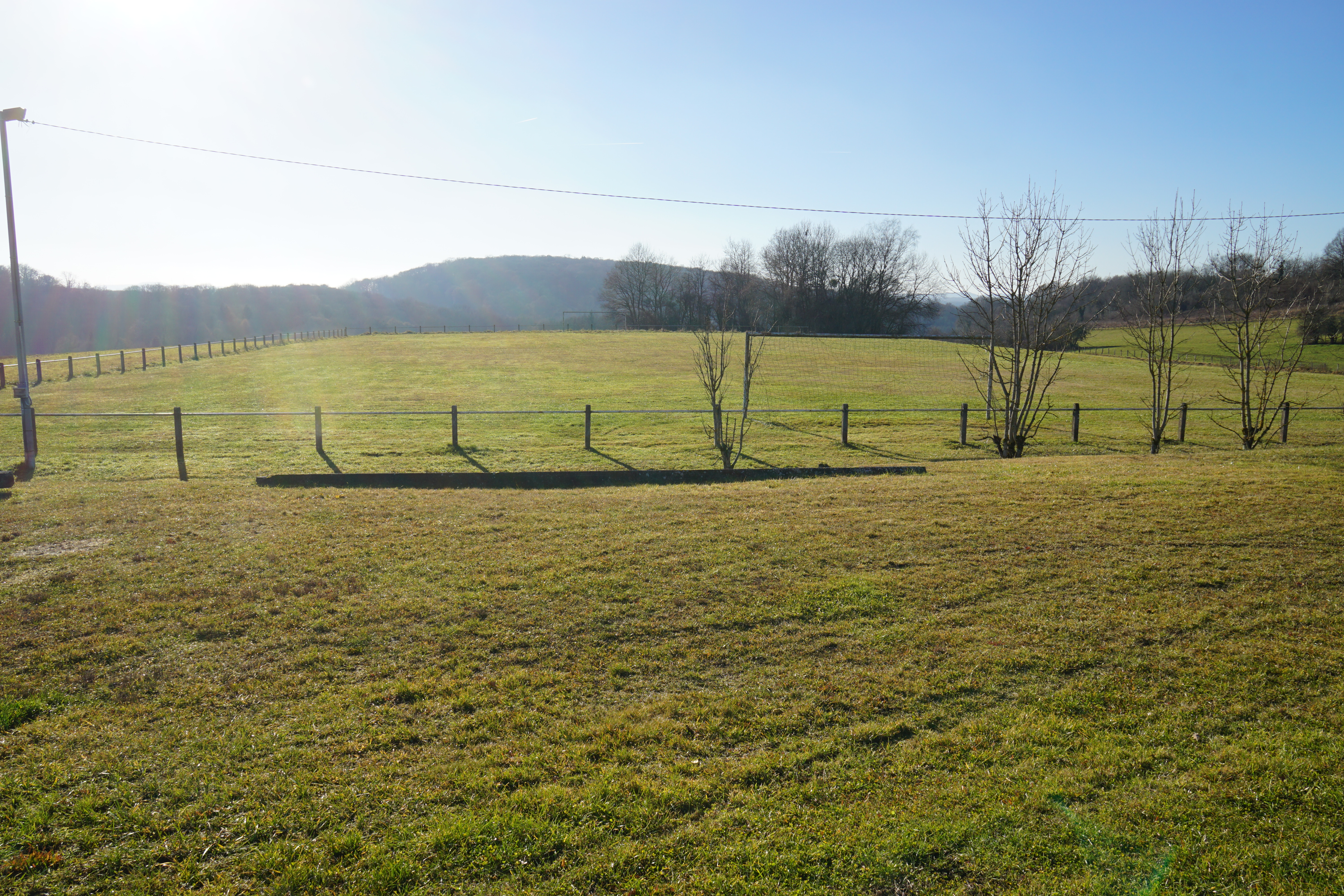
Le terrain de foot.

### Médias
La presse écrite est représentée par le quotidien régional L'Est républicain ainsi que par le journal hebdomadaire Les Affiches de la Haute-Saône. La ville est couverte par les programmes de France 3 Franche-Comté.

### Cultes

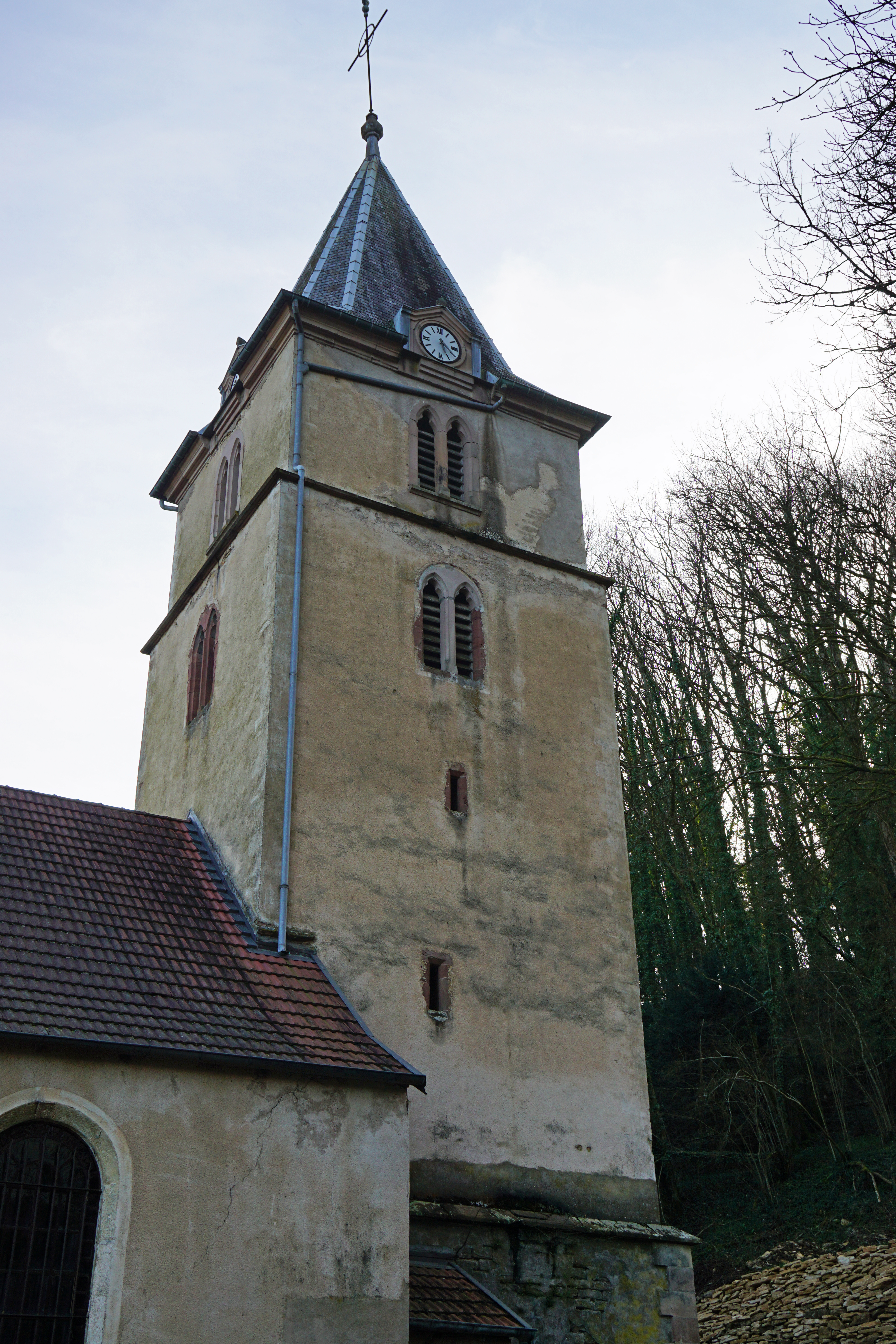
Le clocher de l'église.

Gouhenans est rattachée à l'unité pastorale d'Athesans-Moffans, faisant partie du doyenné de Lure, qui dépend de l'archidiocèse de Besançon.
Le village dispose d'une église catholique.

## Économie

### Revenus de la population et fiscalité
En 2016, la commune compte 179 foyers fiscaux. Le revenu fiscal médian par ménage était alors de 19 040 € en dessous de la moyenne départementale de 19 747 €.

### Emploi
En 2016, la population âgée de 15 à 64 ans s'élevait à 253 personnes, parmi lesquelles on comptait 72,2 % d'actifs dont 63,1 % ayant un emploi et 9,1 % de chômeurs contre 11,6 % en 2008.
On comptait 21 emplois dans la zone d'emploi, chiffre en régression depuis 2011. Le nombre d'actifs ayant un emploi résidant dans la zone d'emploi étant de 151, l'indicateur de concentration d'emploi est de 13,7.
Le taux d'activité parmi les 15 ans ou plus a atteint 52,7 % en 2016

### Entreprises et secteurs d'activité
L'activité communale est essentiellement orientée vers l'agriculture (élevages de bovins à lait et à viande) et l'exploitation forestière.
Au 31 décembre 2015, Gouhenans comptait 21 établissements dont deux dans l'agriculture, trois dans l'industrie, deux dans la construction, onze dans le commerce-transports-services divers et trois relatifs au secteur administratif. En 2018, une entreprise est créée à Gouhenans sous le régime auto-entrepreneur.
Le village dépendant économiquement des deux centres urbains de Lure et de l'agglomération d'Héricourt-Montbéliard. Ces deux pôles offrent de nombreux emplois et sont rapidement accessibles par une voie expresse passant dans ces axes à proximité de Gouhenans.

## Culture locale et patrimoine

Localisation des édifices remarquables du bourg castral :
: monument aux morts ;
: château ;
: église.

### Lieux et monuments
- Un vieux bourg castral ;
- un lavoir-abreuvoir remis en eau en 2004, comprenant trois bassins utilisés pour :
  - le lavage,
  - le rinçage,
  - l'abreuvoir ;
- le château (domaine privé) avec vue panoramique depuis la terrasse ;
- les ruines de la saline ;
- les vestiges miniers ;
- le monument aux morts surmonté d'un coq.

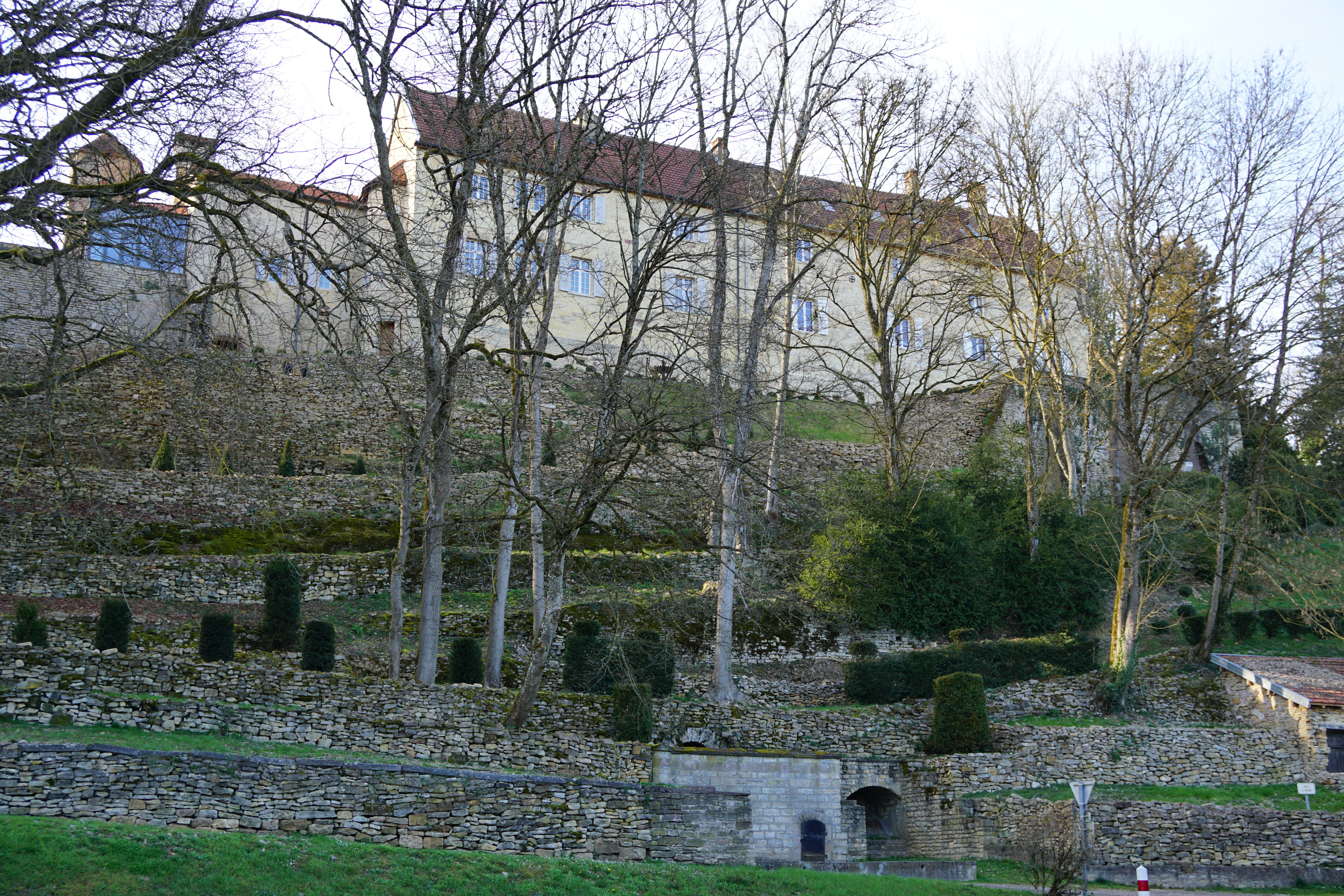
Le château.
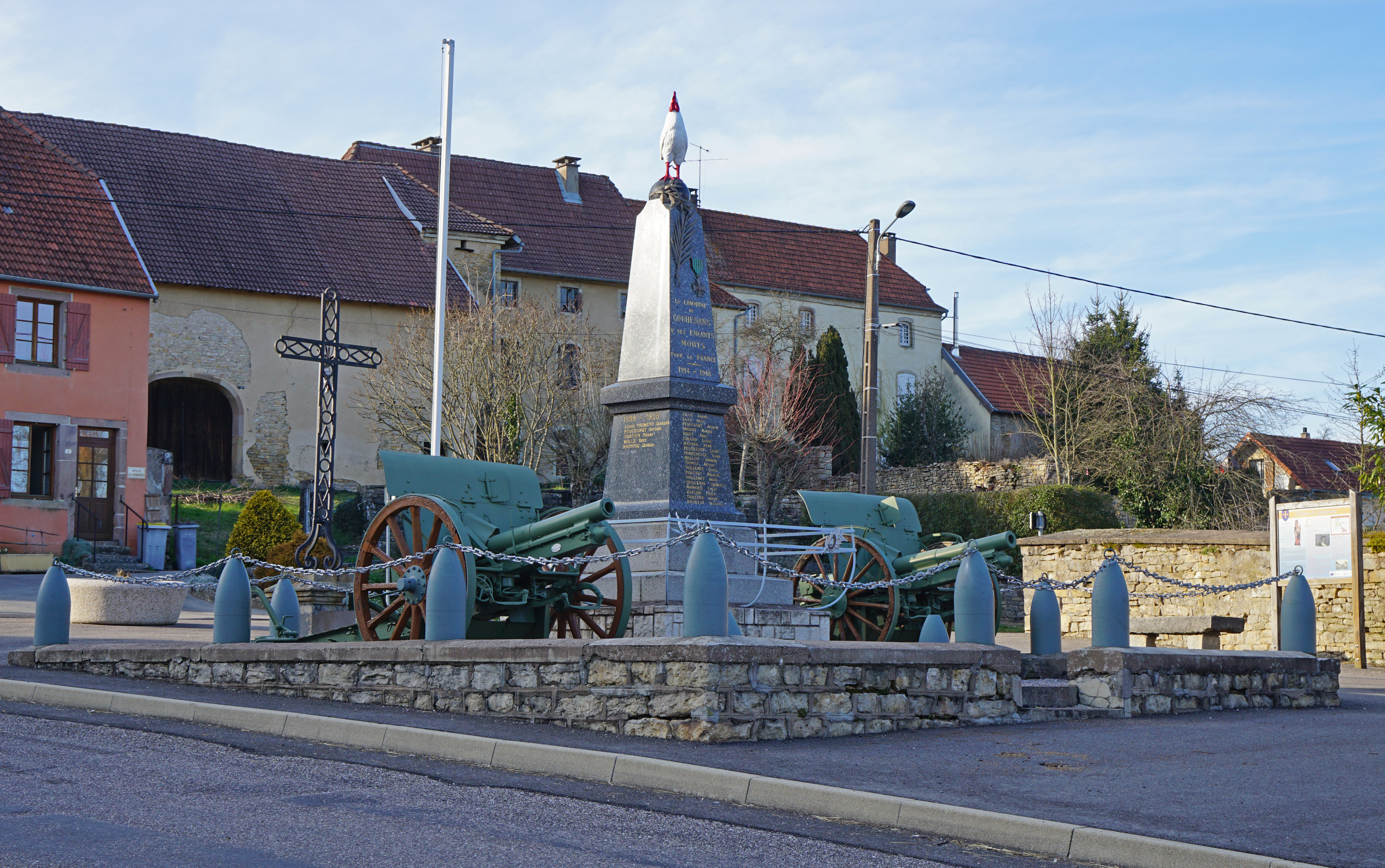
Le monument aux morts.
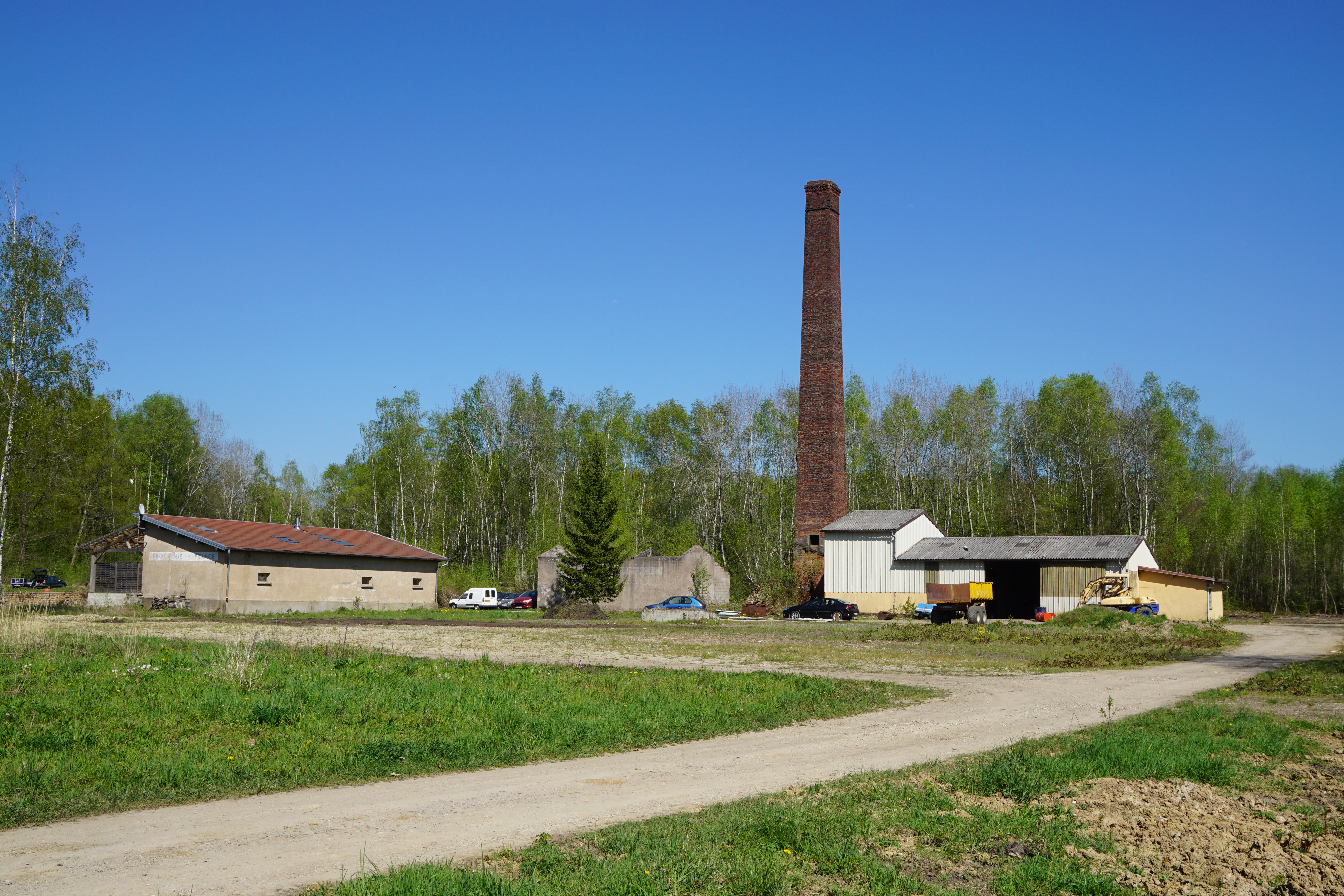
Vestiges des ruines de la saline.
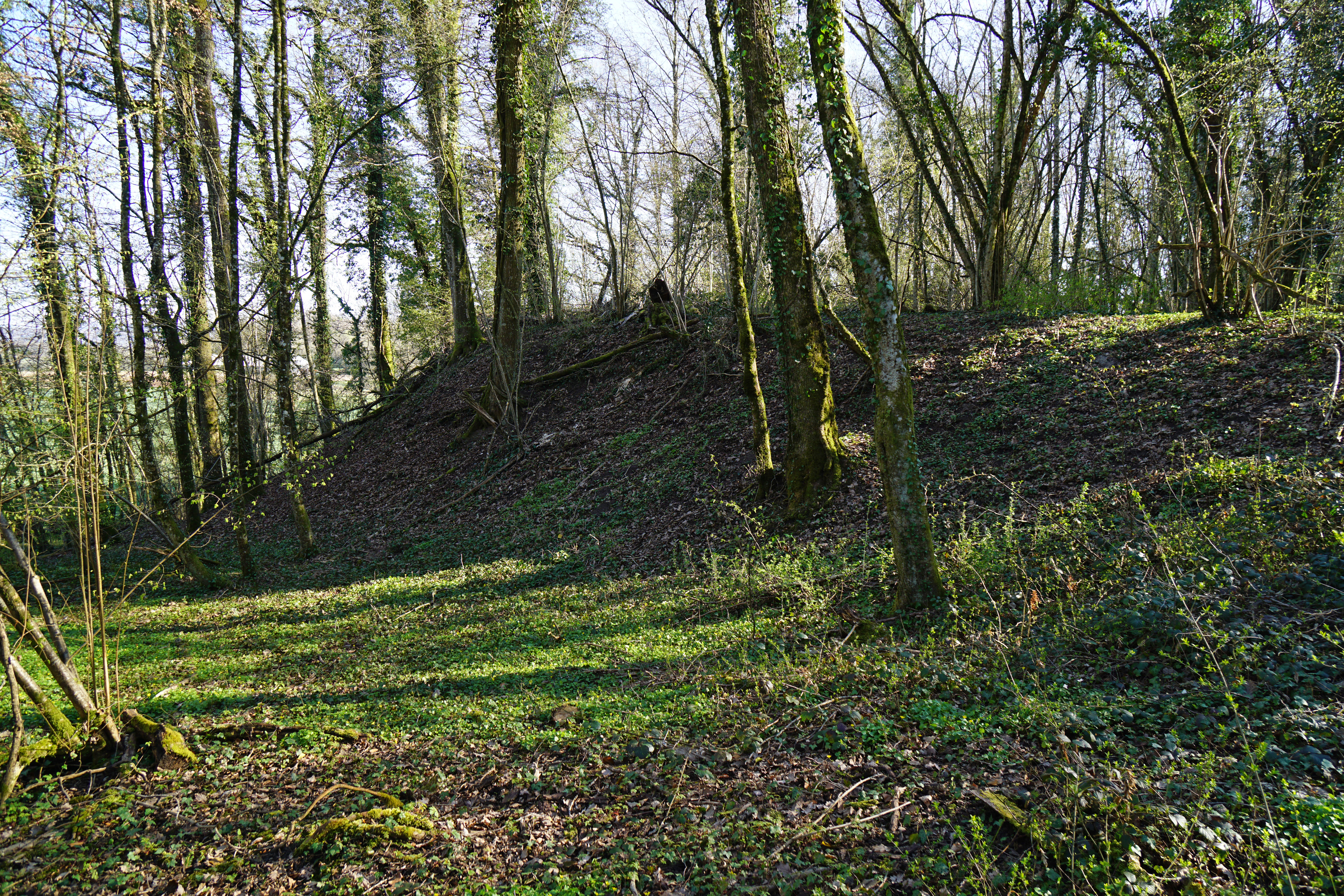
Terrils du puits de mine no 10.

L'église de Gouhenans est construite en 1680.

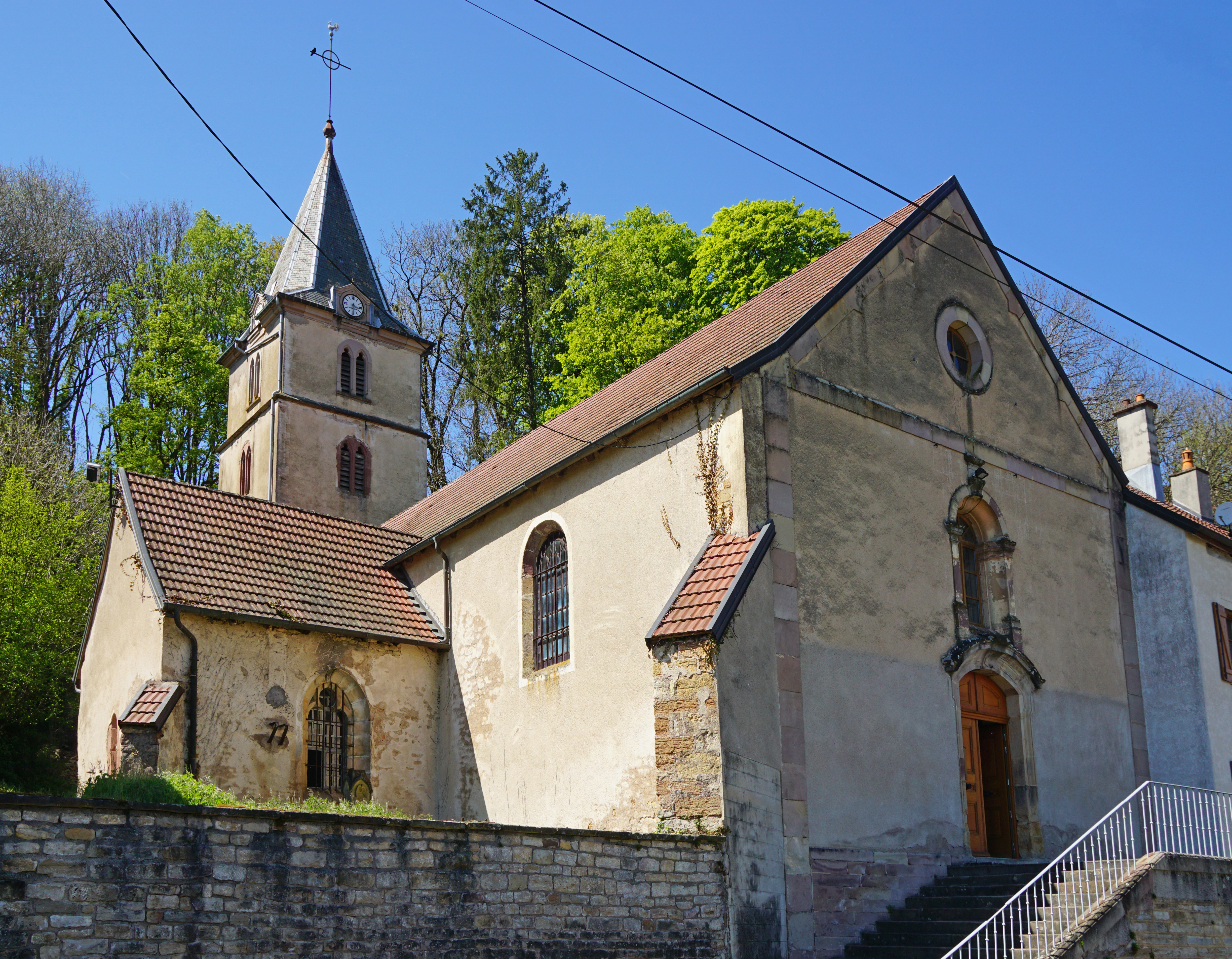
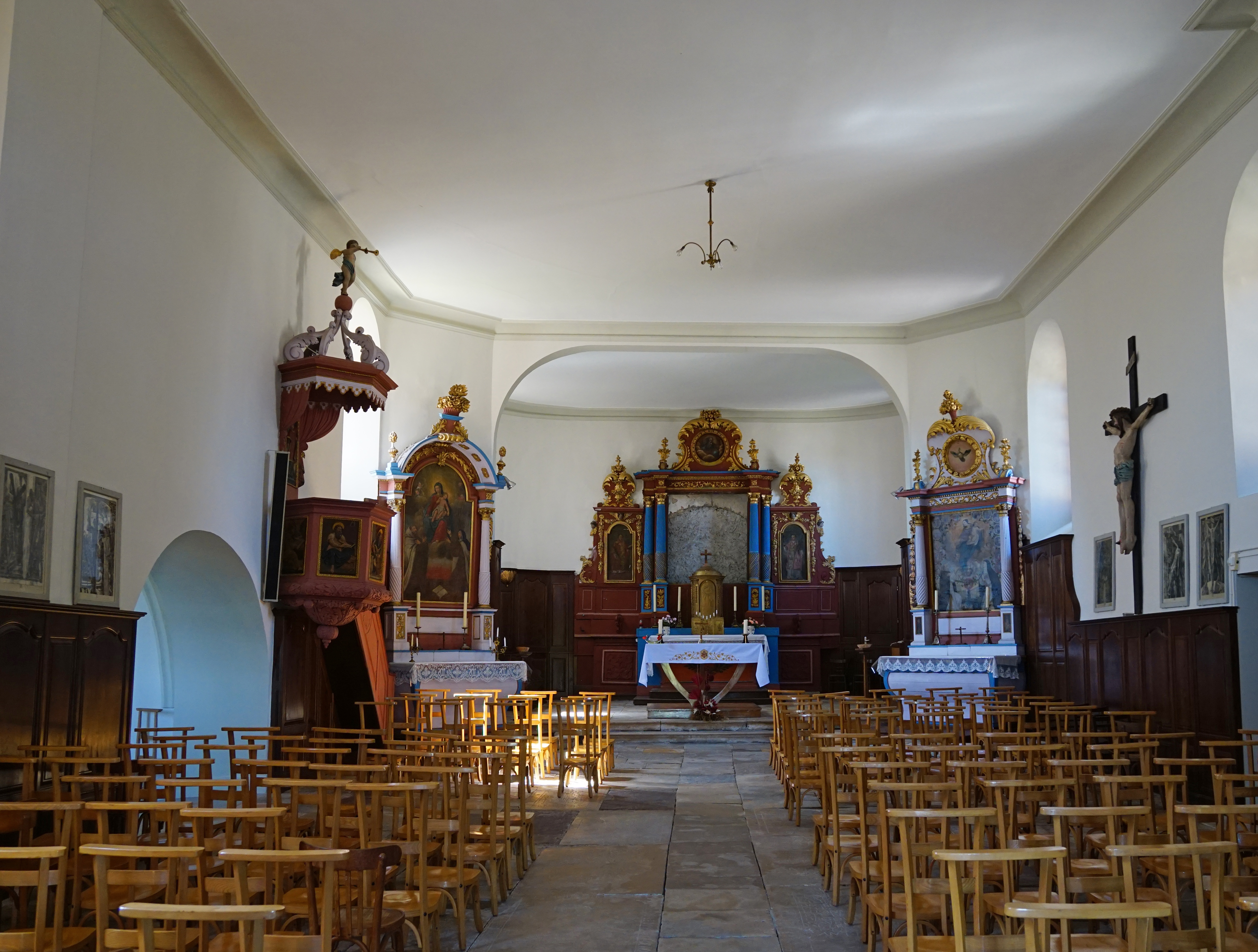
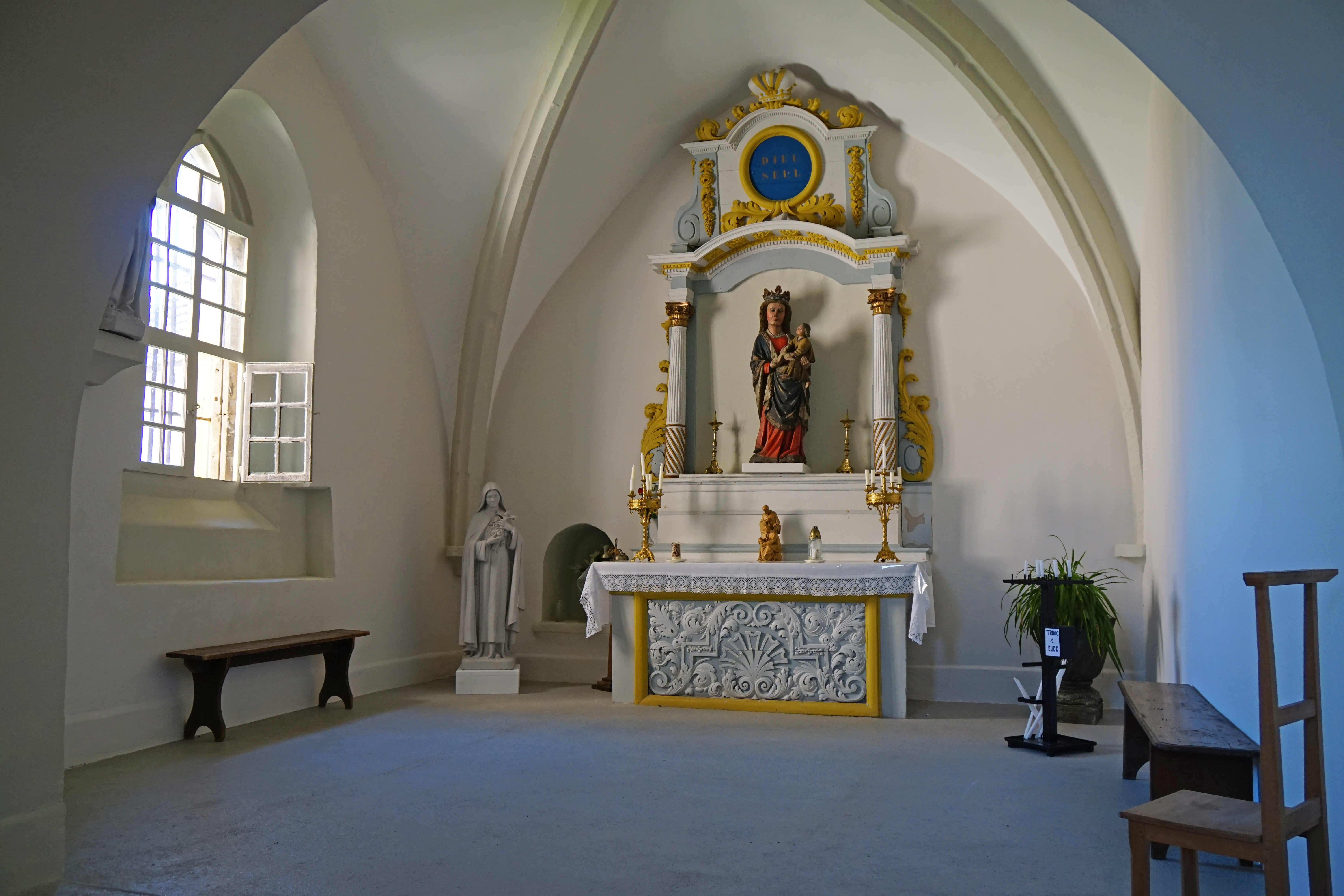

### Patrimoine naturel

ZNIEFF de Gouhenans et des communes limitrophes.

Gouhenans est couverte en majorité d'une forêt de feuillus située à l'étage collinéen du massif des Vosges. Le reste est occupé par des exploitations agricoles. La commune compte 286 espèces indigènes (en particulier les genres Euglesa, Carex, Galium, Prunus, Vicia, Veronica, Leucanthemum vulgare, trèfle, sapin, chêne), 10 espèces introduites parmi lesquelles une seule est envahissantes (Robinia pseudoacacia) et deux  domestiques (Vicia sativa et Sainfoin cultivé). Parmi toutes les espèces présentes, 42 sont protégées et cinq sont inscrites dans la liste des espèces menacées, trois font partie de la liste rouge au niveau régional et quatre au niveau national.
Une zone naturelle d'intérêt écologique, faunistique et floristique (ZNIEFF) particulièrement liées à la reproduction des espèces est recensée sur le territoire la vallée supérieure de l'Ognon et ses affluents. Les objectifs fixés sont la résorption de la pollution des eaux, l'encouragement d'une agriculture extensive, la pratique d'une sylviculture respectueuse des essences spontanées, l'entretien de la végétation riveraine et la limitation des extractions de granulats en lit majeur.

### Personnalités liées à la commune
- Jean-François Carteaux (1751-1813), né à Gouhenans, général français de la Révolution et de l’Empire qui servit dans de nombreuses armées. Il eut sous ses ordres Napoléon Bonaparte au Siège de Toulon[25].
- Jean-Baptiste Teste (1780-1852), avocat et homme politique impliqué dans l'affaire des mines de Gouhenans, l'un des principaux scandales sous la monarchie de Juillet.
- Amédée Despans-Cubières (1786-1853), militaire et homme politique également impliqué dans l'affaire Teste-Cubières.

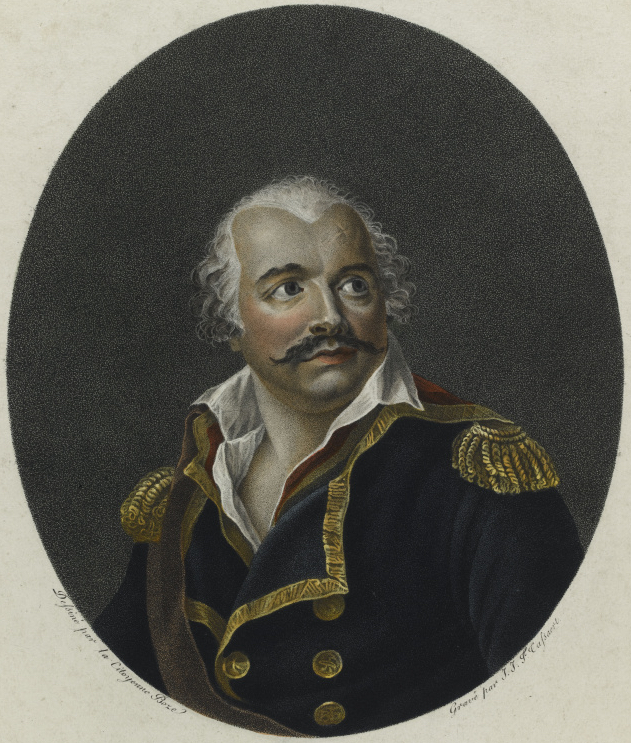
Jean Baptiste François Carteaux.
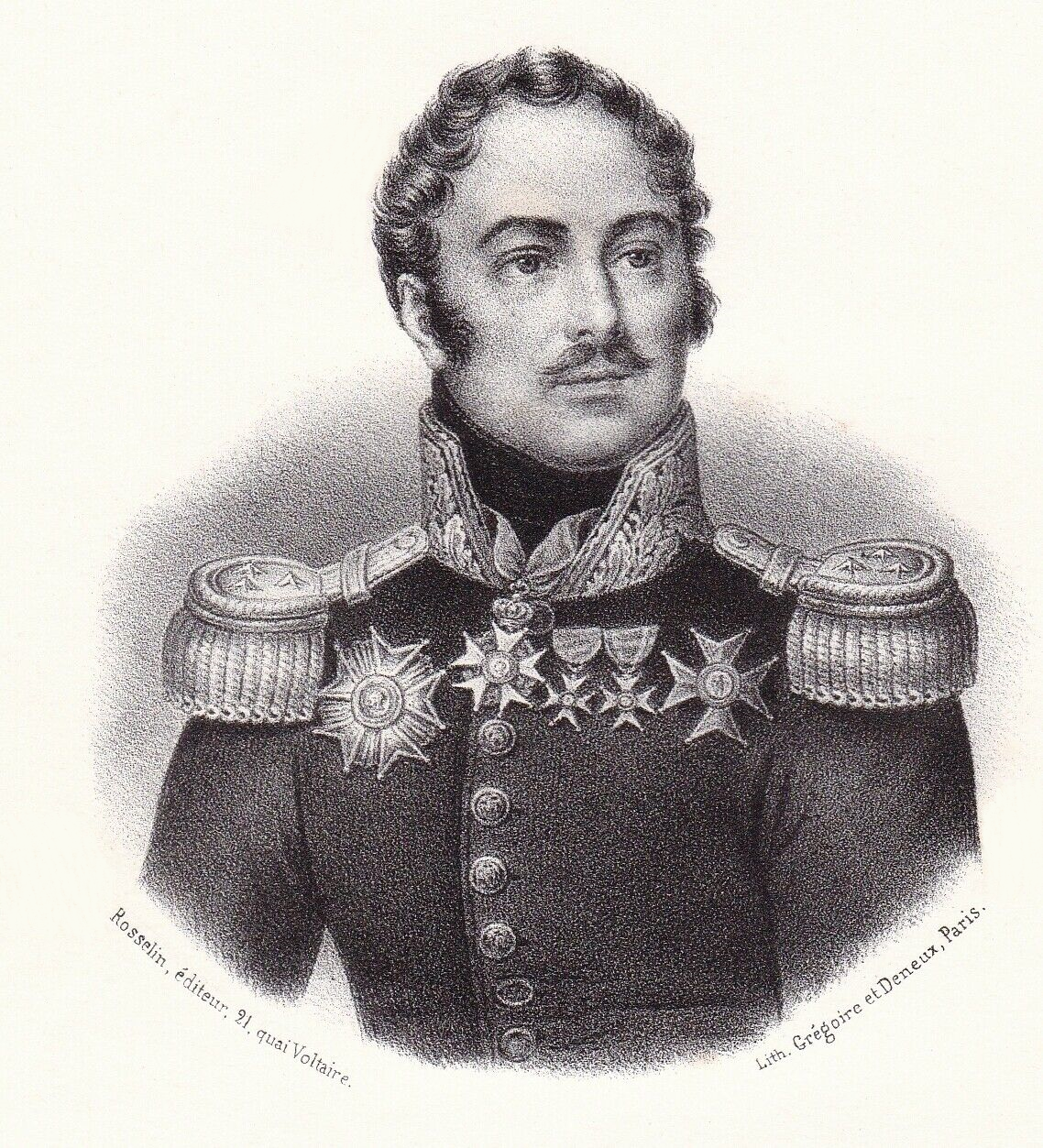
Amédée Despans-Cubières.

### Héraldique
| Blason de Gouhenans | Blason  | D'azur à la croix tréflée d'or. DeviseNon vivimus in quercu |
| Blason de Gouhenans | Détails | Le statut officiel du blason reste à déterminer.            |

L'avant-dernière miniature du Tournoi de Chauvency représente Henri de Blâmont dans la mêlée confuse du tournoi. Les seuls écus que l'on distingue clairement sont les saumons des Salm et ce blason d'azur à la croix d'or engrêlée. Il se pourrait que ce soit un chevalier de la famille de Gouhenans, qui soit venu, en octobre 1285, avec d'autres Bourguignons aux festivités de Chauvency-le-Château. Dans les anciens armoriaux du XIIIe siècle, ces armoiries sont en effet données aux seigneurs de ce lignage.